# Hero Corp
Pour les articles homonymes, voir Hero.
Hero Corp est une série télévisée française fantastique et humoristique de 93 épisodes de 7, 13 et 26 minutes, produite par CALT, créée par Simon Astier et Alban Lenoir, réalisée par Simon Astier et écrite par Arnaud Joyet et Simon Astier. Les deux premières saisons ont été diffusées du 25 octobre 2008 au 29 janvier 2010 sur Comédie+ et rediffusées sur France 4 et Game One. La troisième saison a été diffusée sur France 4 du 21 octobre 2013 au 6 décembre 2013. La quatrième saison a été, quant à elle, diffusée du 19 décembre 2014 au 23 janvier 2015 sur France 4 et à partir du 9 février 2015 sur Game One. Une cinquième et dernière saison a été diffusée sur France 4 du 24 mai 2017 au 7 juin 2017. 

## Synopsis
À la suite d’une guerre dans les années 1980, il est décidé de créer l’agence Hero Corp, une organisation regroupant tous les super-héros afin de maintenir un climat de paix. Cette agence possède plusieurs sites secrets sur la planète et dans le département de la Lozère se trouvent les retraités, mis au rancart, démissionnaires, démasqués, pas-formés. Coupés du monde, ils peuvent retrouver une vie calme et paisible. Vingt ans après, ce calme paisible vole en éclats lorsque réapparaît The Lord.
Face au retour de The Lord, le plus grand méchant de l’Histoire, le village est démuni. Selon une prédiction, John est l'unique solution face à ce danger que Hero Corp préfère garder sous silence.
John arrive dans un village isolé pour aller enterrer sa tante. Il se rend compte que les habitants cachent quelque chose et qu’ils n’ont pas l’air décidés à le laisser partir.

## Distribution

### Acteurs principaux
- Simon Astier : John, « Bouclier Man »
- Alban Lenoir : Klaus, « Force Mustang »
- Sébastien Lalanne : Doug, « Sérum », puis « Leather Skin »
- Gérard Darier : Stève, « Brasier »
- Agnès Boury : Mary, « Renaissance »
- François Podetti : Burt, « Acid Man », « Captain Shampooing » ou « Tornado »
- Arnaud Joyet : Stan, « Mental »
- Philippe Noël : Cécil, le maire, « Captain Transformation »
- Étienne Fague : Mique, fils du maire, « Réception »
- Aurore Pourteyron : Jennifer, « Sirène »
- Stéphanette Martelet : Miss (Brunhilde) Moore, assistante de Neil Mac Kormack (principale à partir de la saison 3)
- Christian Bujeau : Ethan Grant, « The Lord » (principal saison 1, récurrent saison 2)
- Lionnel Astier : Neil Mac Kormack, « Infusion », directeur de l’agence Hero Corp, a le pouvoir de se téléporter et est immortel (saison 2 à 5, invité saison 1)
- Arnaud Tsamere : Karin, « Captain Sports Extrêmes », possède une résistance physique très élevée (saison 3 à 5, invité saison 1, récurrent saison 2)
- Jennie-Anne Walker : Claudine, la sœur jumelle de John. Séparée à la naissance, elle est jalouse de son frère (saison 3 à 5)
- Émilie Arthapignet : Héléna, fille d'un orage et d'un laurier, et épouse de John (principale depuis saison 3)

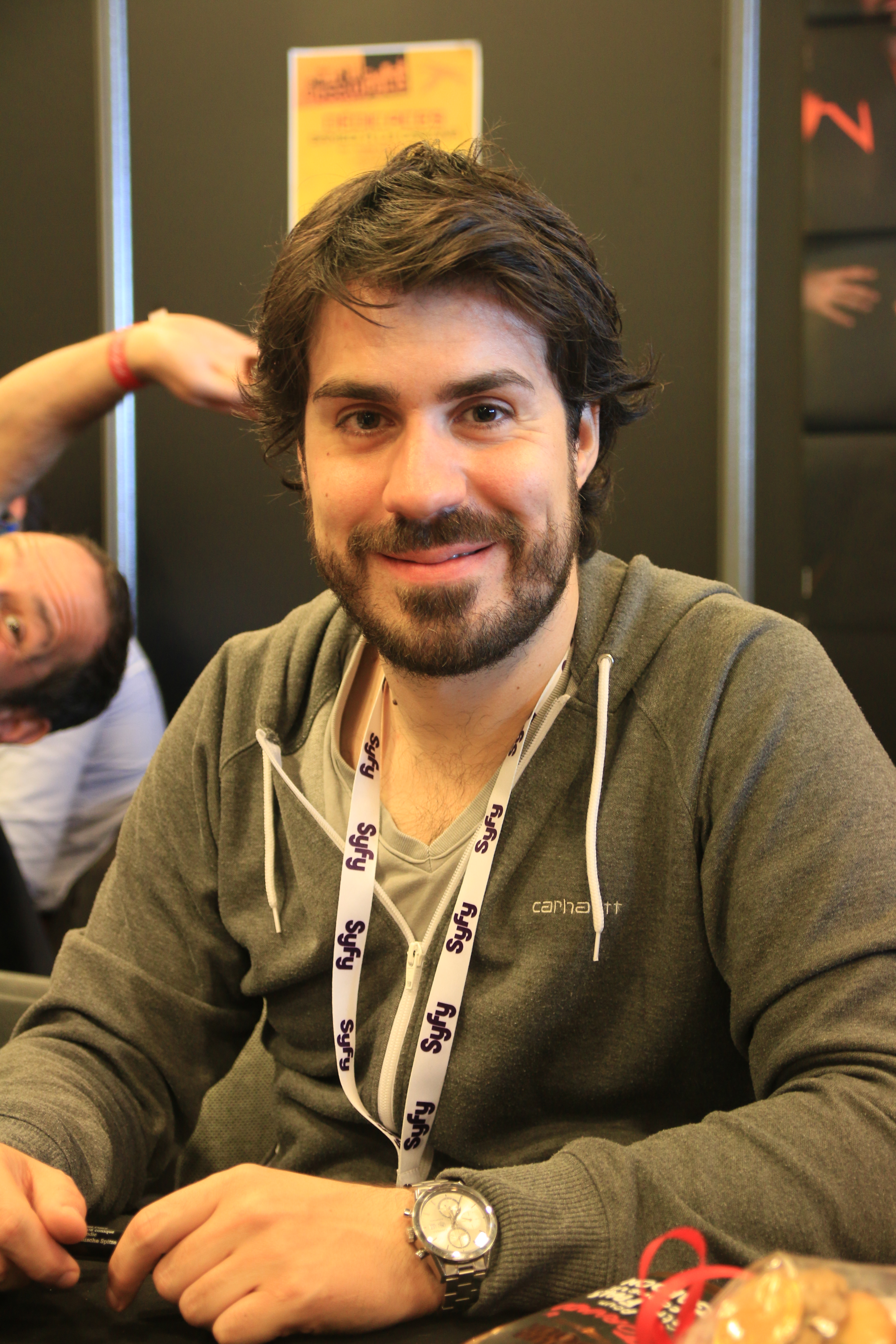
Simon Astier
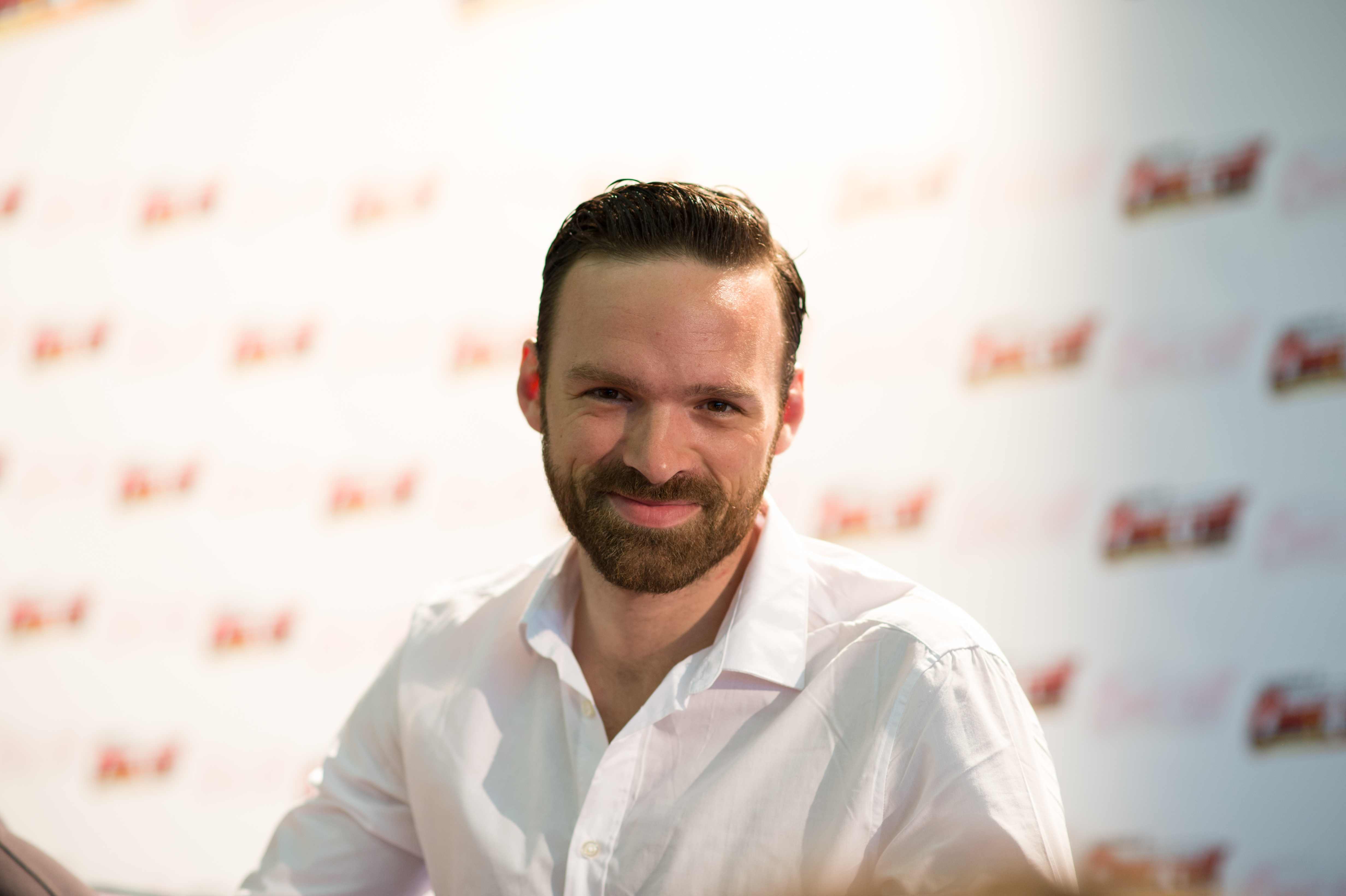
Alban Lenoir
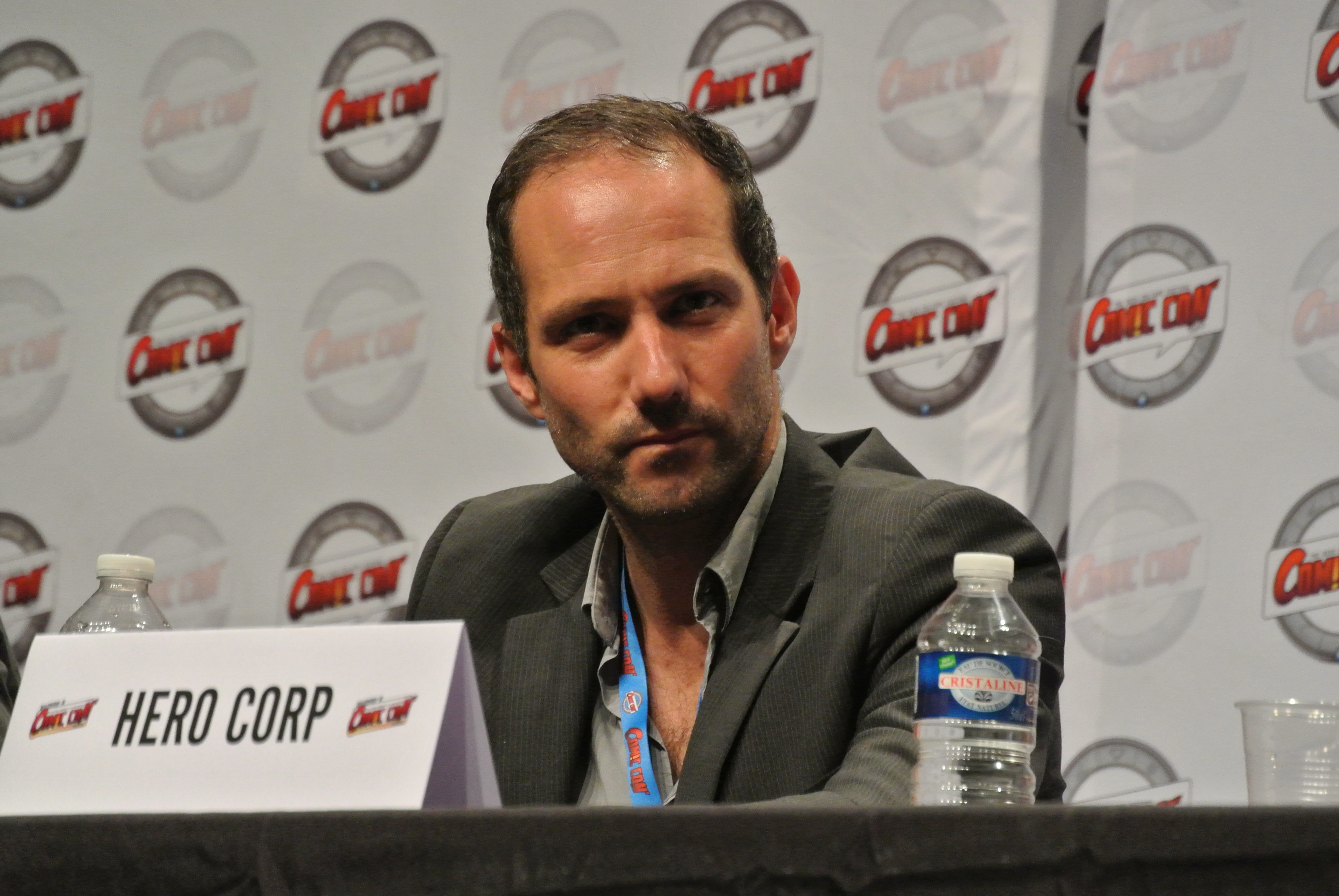
Sébastien Lalanne
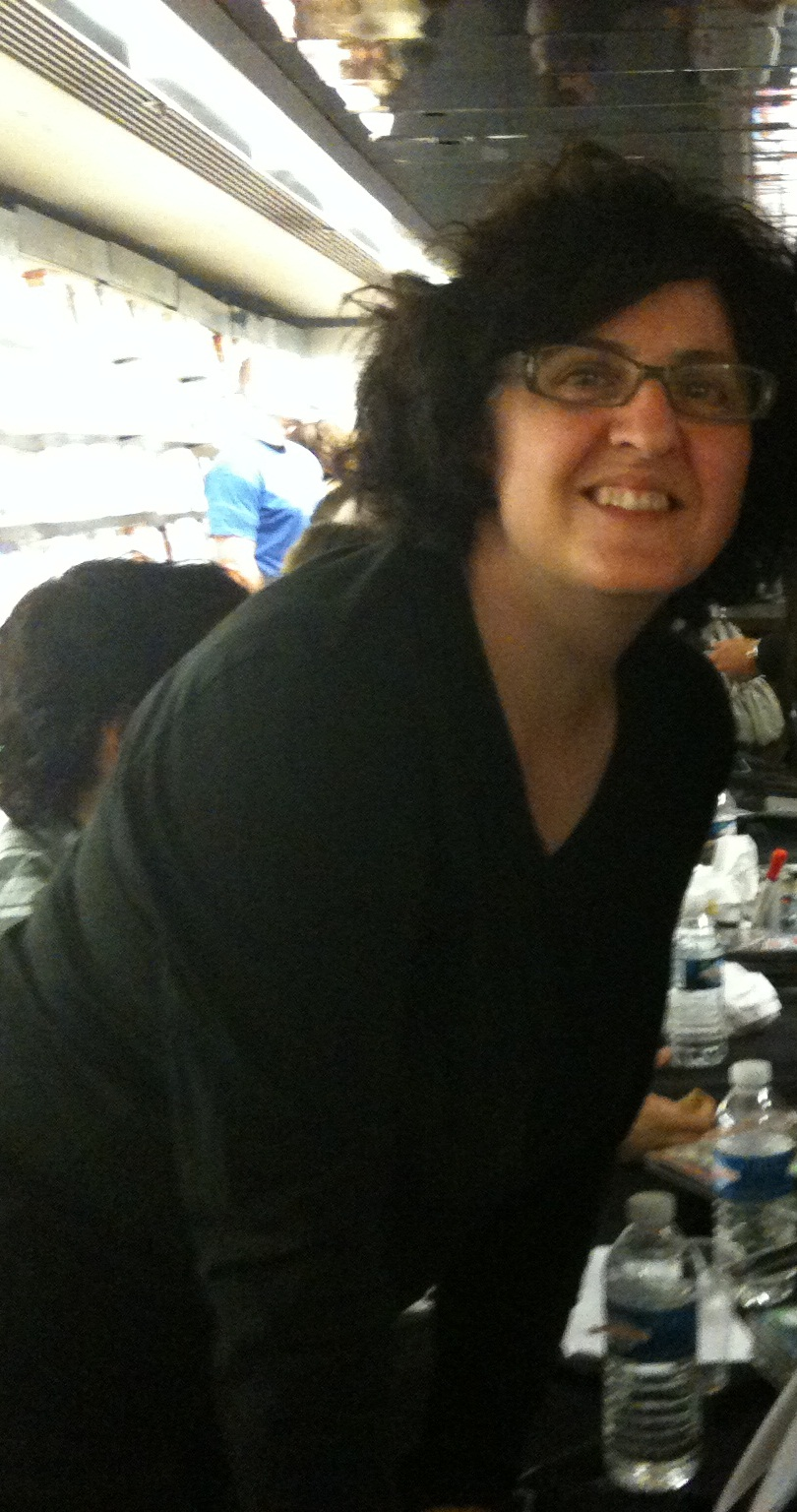
Agnès Boury
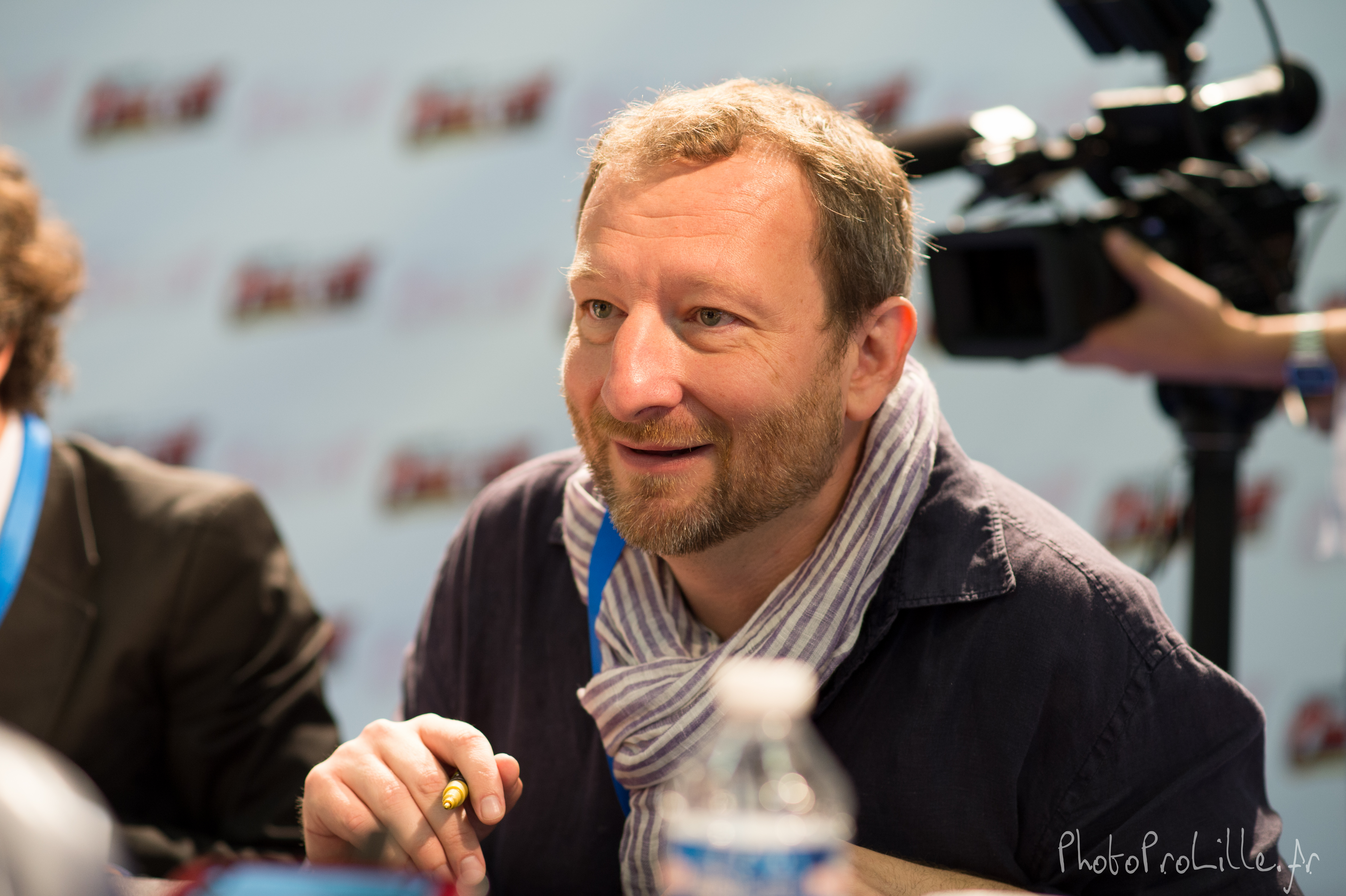
François Podetti
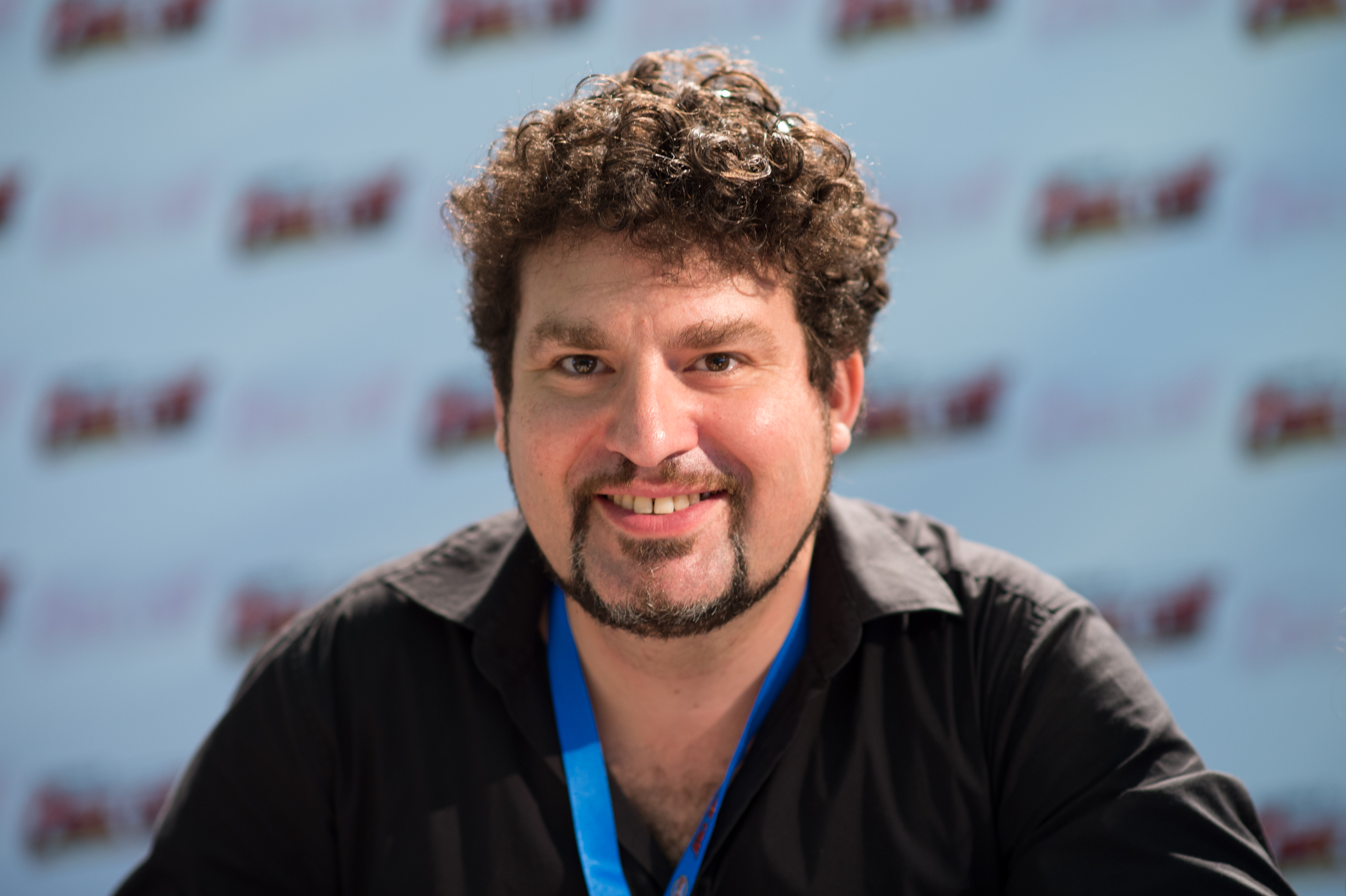
Arnaud Joyet
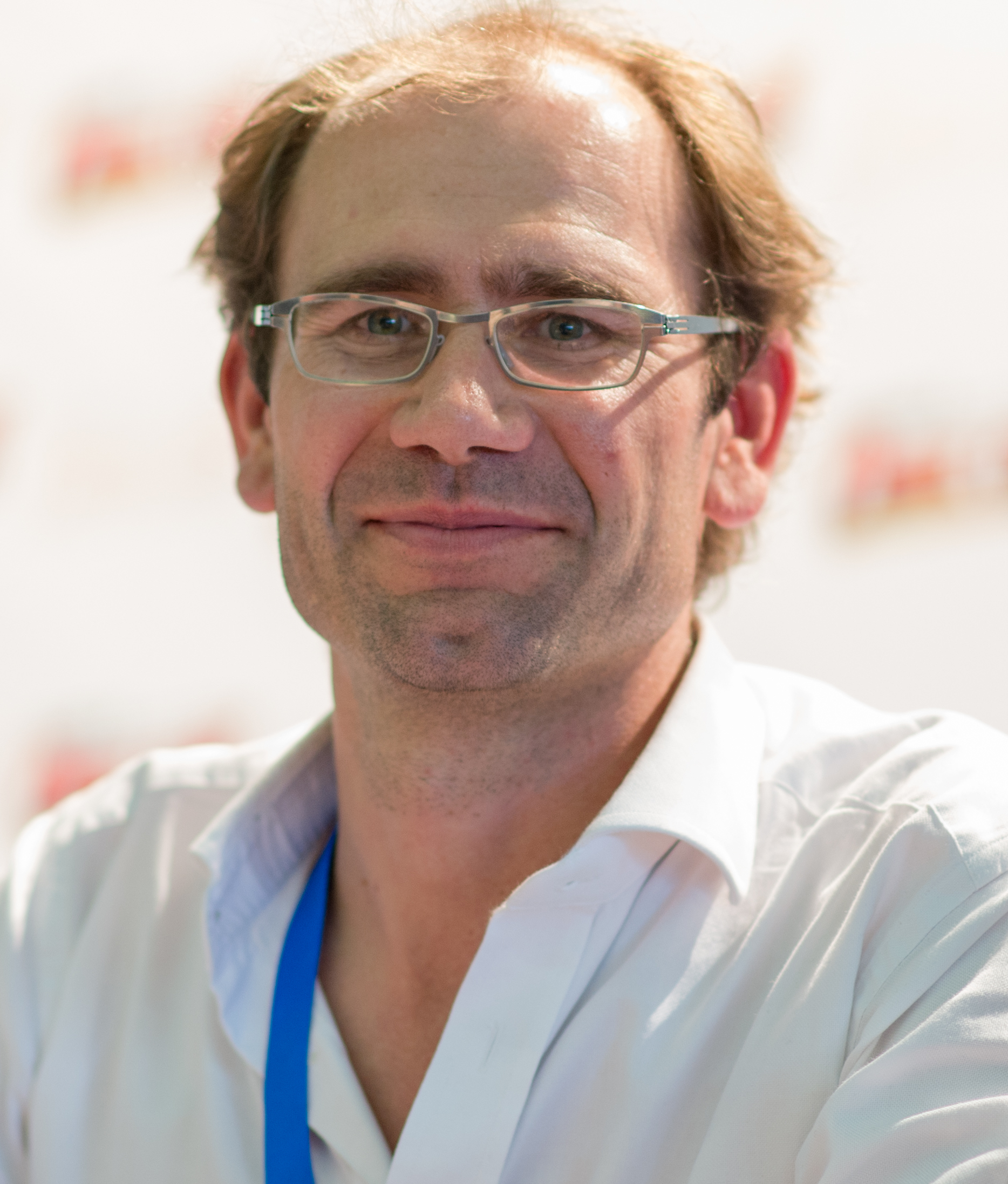
Étienne Fague
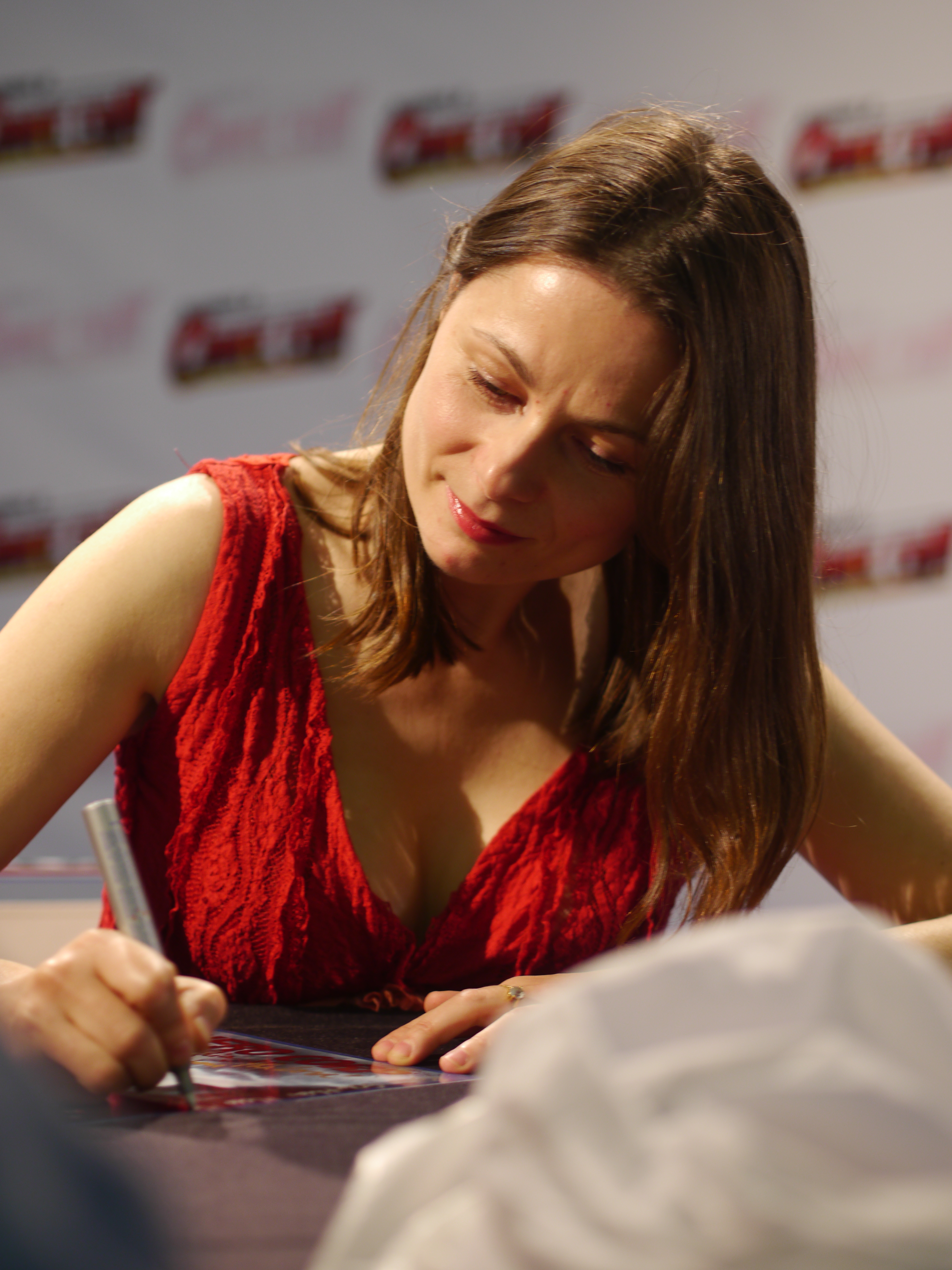
Stéphanette Martelet
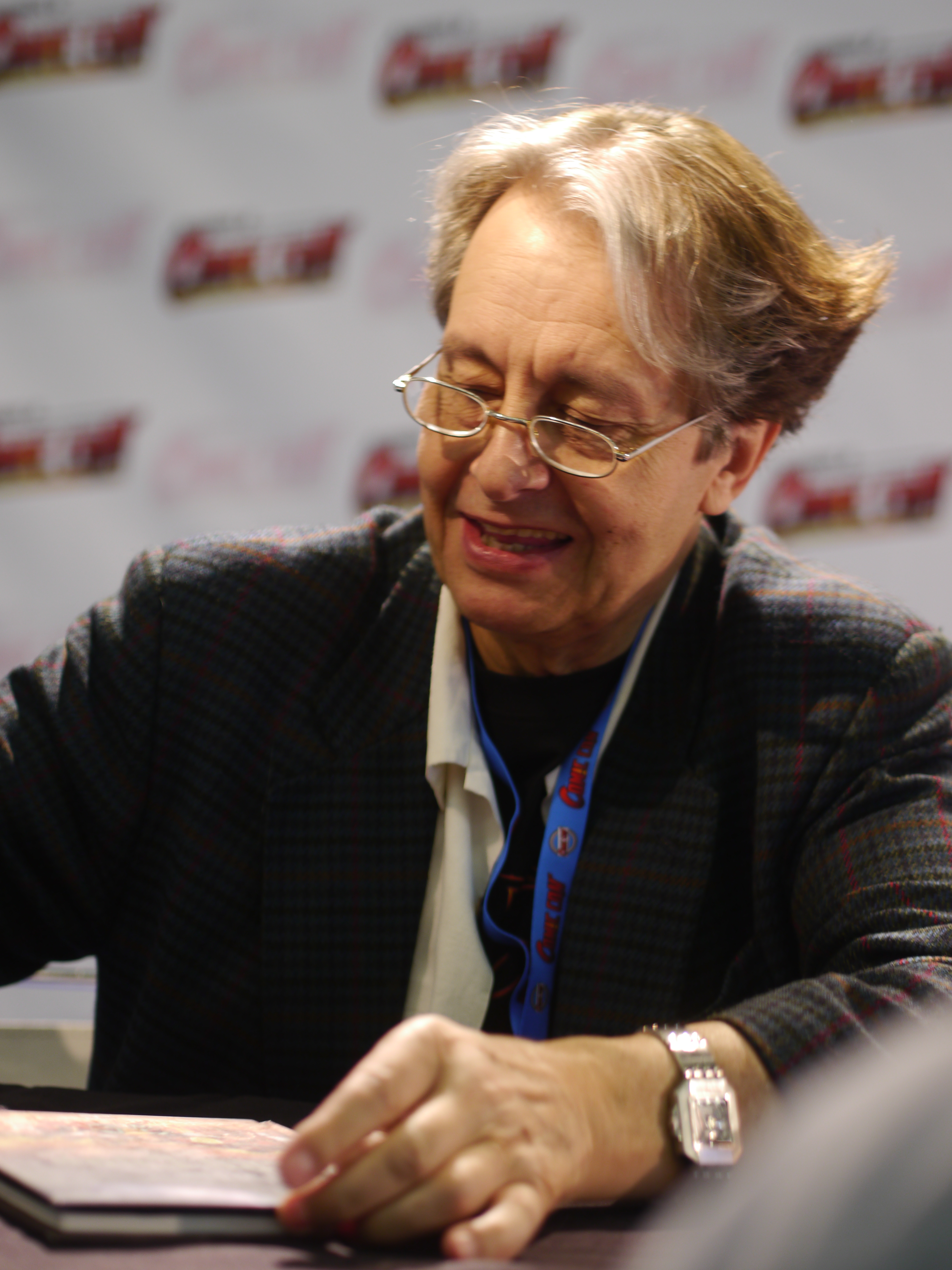
Christian Bujeau
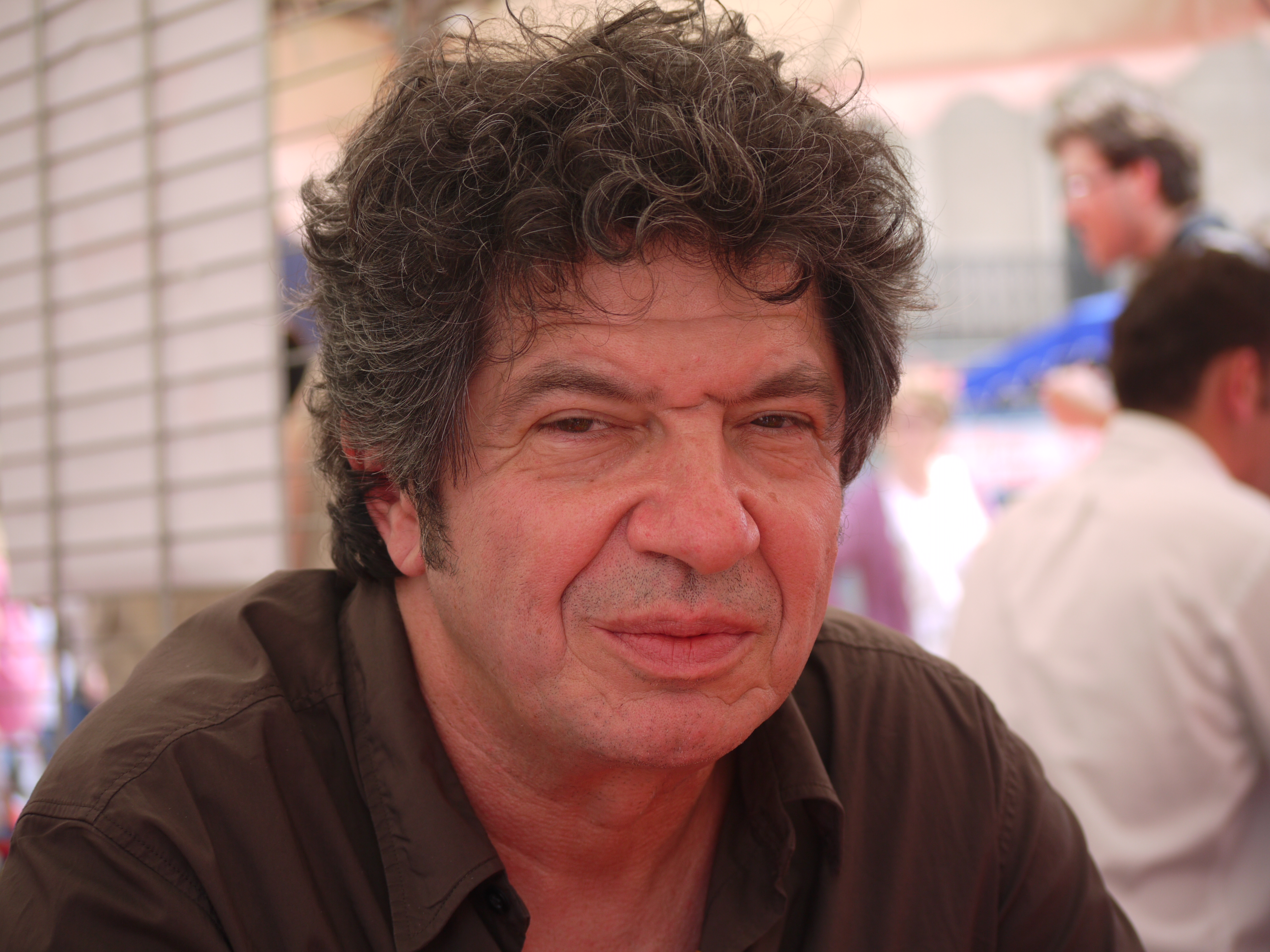
Lionnel Astier
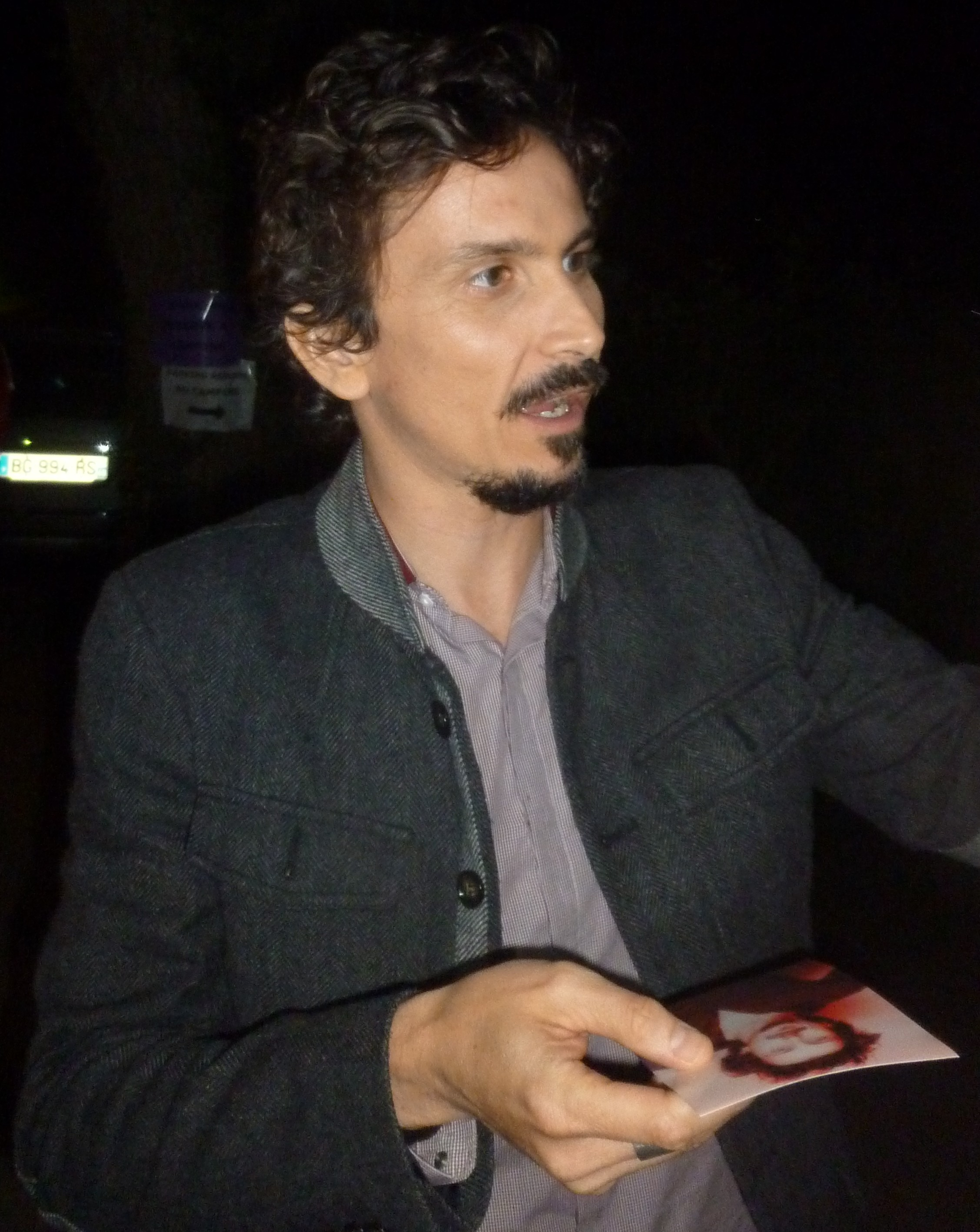
Arnaud Tsamere

### Acteurs récurrents
- Josée Drevon : Mégane, mère de Jennifer
- Hubert Saint-Macary : Matthew Hoodwink, beau-père de Jennifer, ancien maire de Montréal (artiste invité saison 1 et 3, artiste récurrent saison 2 et 5)
- Didier Bénureau : Laurence Hawkins, « Super Invisible », scientifique devenu invisible lors d'une expérience (voix saison 1, artiste invité voix saison 2, récurrent saison 3)
- Jacques Fontanel (qui n'apparaît que dans un épisode) : Théodore, a la capacité d'avoir des visions
- François Frapier : Kyle, a la capacité d'avoir des visions durant son sommeil (artiste récurrent saison 1 et 4, artiste invité saison 2 et websérie Les prémonitions de Kyle)
- Jacques Ville : John senior « Rock Head », père inconnu de John, possède le pouvoir de se transformer en pierre (artiste récurrent saison 2 et 3)
- Erik Gerken : Valur « Electro Man », originaire d’Islande et maîtrisant la foudre (artiste récurrent saison 2 et 3)
- Patrick Vo : Jean Micheng, parlant vietnamien, déconcerte ses ennemis qui reçoivent un ballon de handball (récurrent à partir de la saison 2)
- Charles Clément : Eraste, lieutenant d'Hypnos, dirige les bêtes, a planifié depuis 30 ans la recherche de John et le pousse à passer du mauvais côté ; il a fourni un travail (bien qu'illégal) à John et espionnait Hero Corp pour le compte d'Hoodwink.
- Michel Courtemanche : Benedict, « Captain Canada » (récurrent saison 2 et 4, artiste invité saison 1)
- Jean-Luc Couchard : Dan, mutant mi-homme, mi-canard branchu (saison 1, artiste invité saison 2)
- Disiz : Guy, « Captain Trois-Rivières » ou Paul McCartney, assistant de Captain Canada (artiste invité saison 1 et 4)
- Nathalie Roussel : Jane, mère de John (principale depuis saison 3)
- Jonathan Cohen : Julien Crocodile
- Oldelaf : Jean-Marc, « Invisiblor » (artiste invité saison 3 et 4)

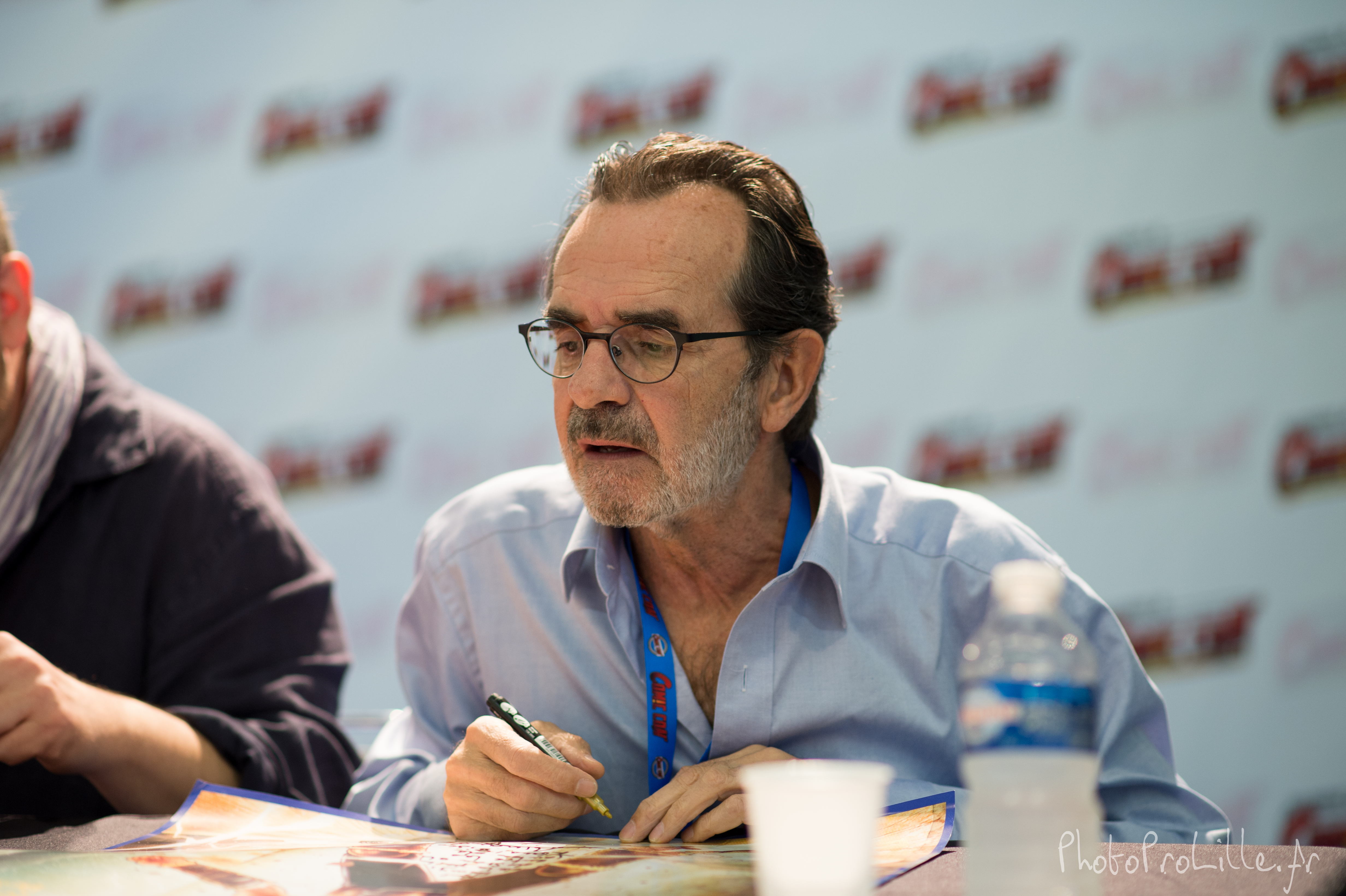
Hubert Saint-Macary
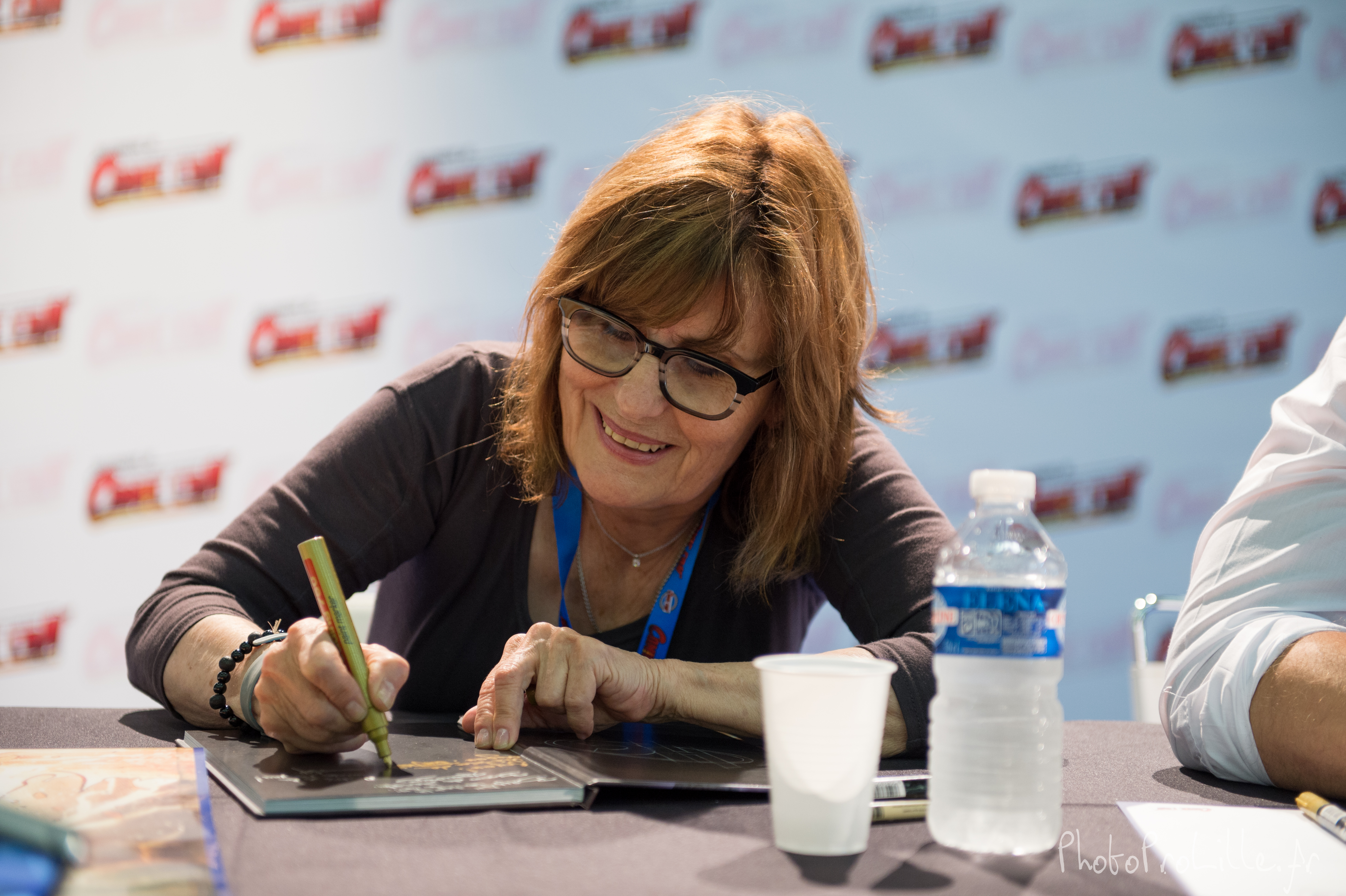
Josée Drevon
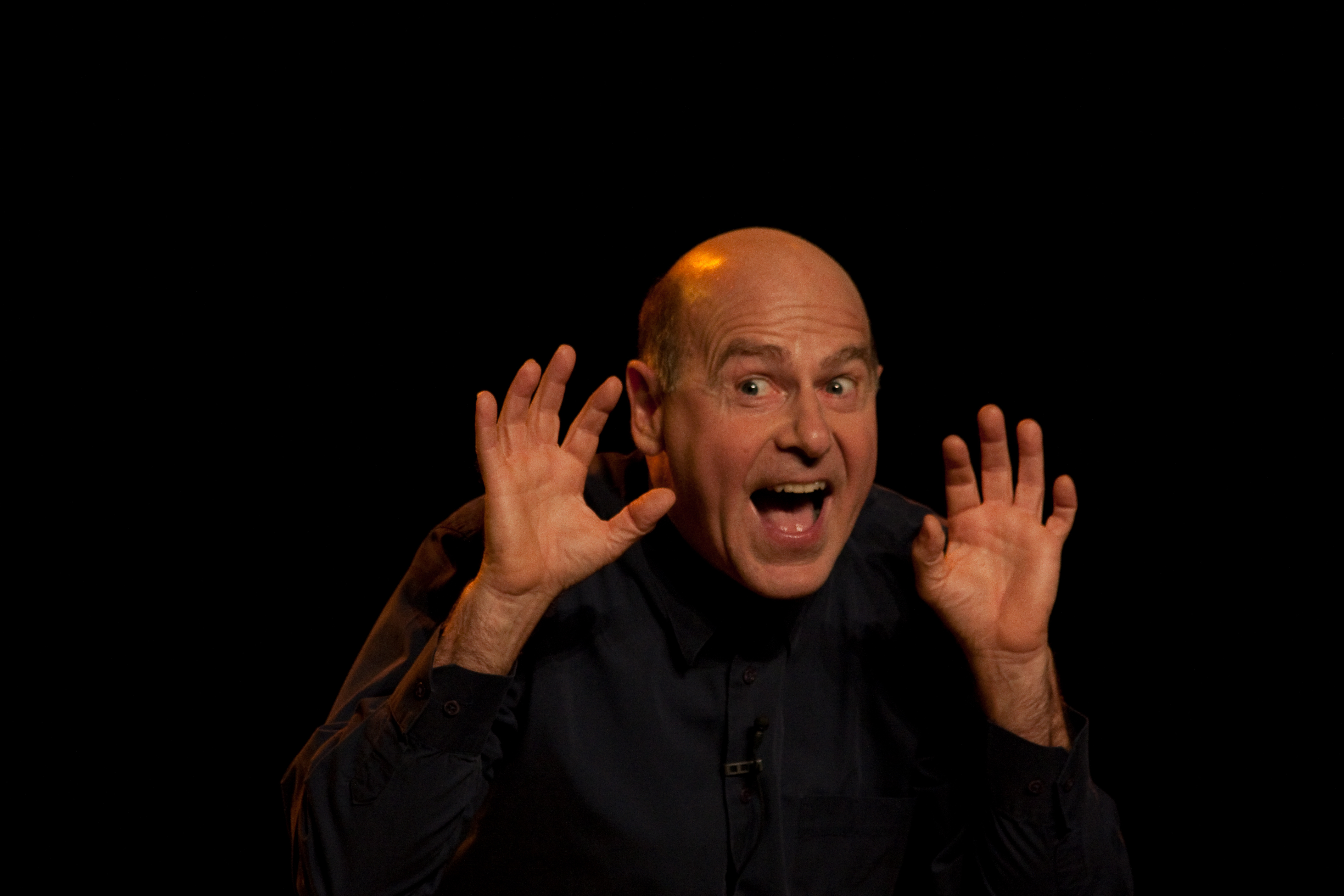
Didier Bénureau
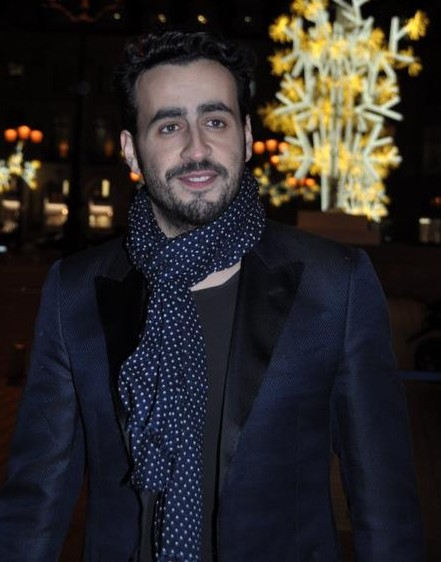
J. Cohen
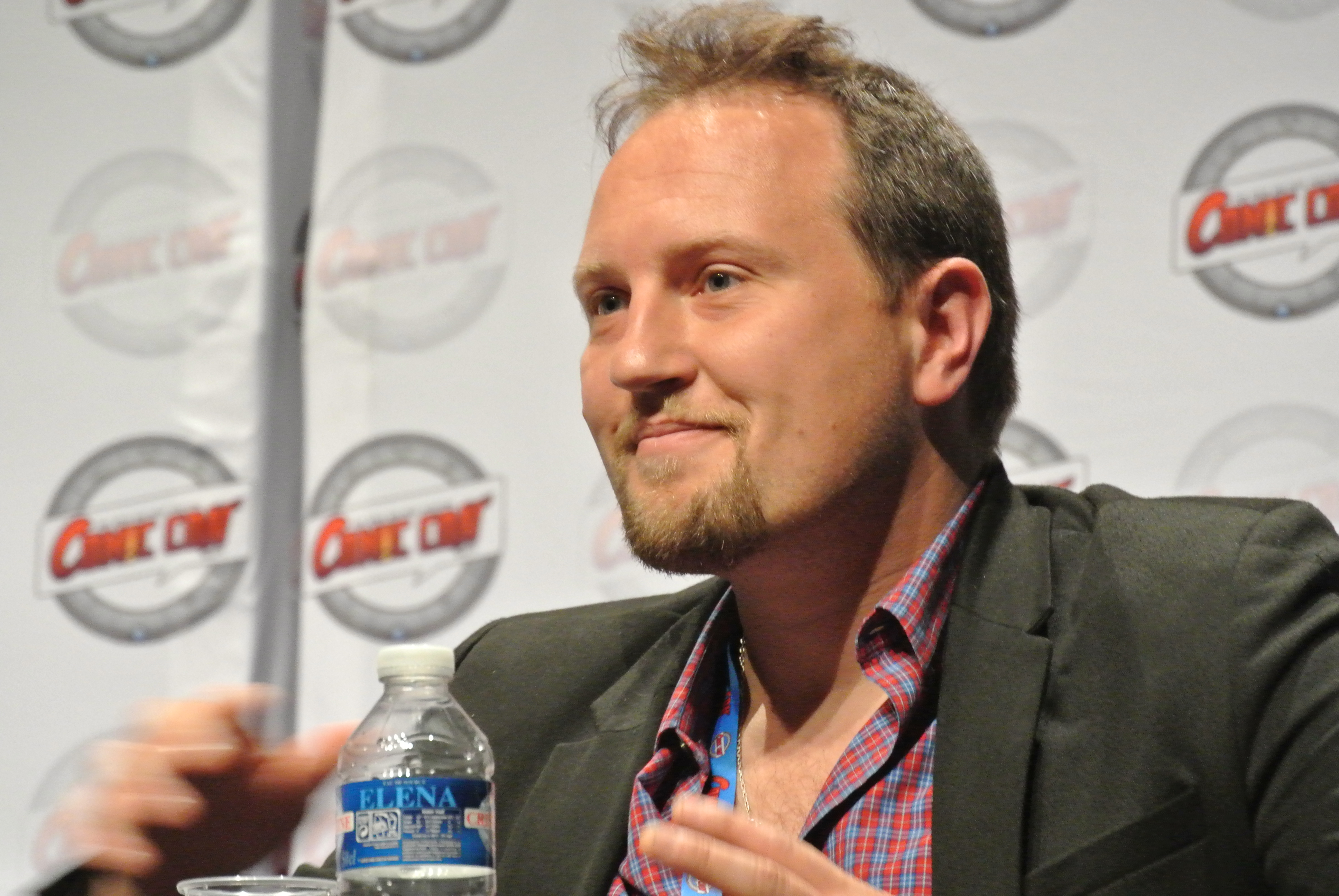
Oldelaf

#### Spécifiques à une saison
Saison 1
- Maurice Lamy : Allen, « Captain Cold »
- Jonathan Lambert : Yannick, « Chauve-Souris Man » (artiste invité)
- Frédéric Boismoreau : le berger roteur

Saison 2
- Christophe Arnulf : Ron, possède un Super Souffle, entretient une rivalité avec Stève
- Alexandre Astier : Araignée Man, gardien du bunker secret, il a le pouvoir d’être méchant
- Lilly Eïdo : Eshana, peut créer un « double » d’elle-même qui ne lui ressemble pas du tout
- Constance Pittard : Eshita, double d'Eshana
- Malik Issolah : Rémy-Pierre, maîtrise une canne magique, avant-dernier arrivé au bunker secret
- Pascal Légitimus : Favreau, maire de Montréal
- Pierre Palmade : Hoger, étrange ogre philosophe (artiste invité)
- Patrick Puydebat : vampire de jour (artiste invité)
- Bérengère Krief : Britney, petite amie de John dans son « ancienne vie » (artiste invitée)
- Dorian Bisson : John enfant (artiste invité)
- Charles Clément : Eraste, lieutenant d'Hypnos
- Christophe Vandevelde : Virginie, assistant d’Hoodwink (artiste invité)

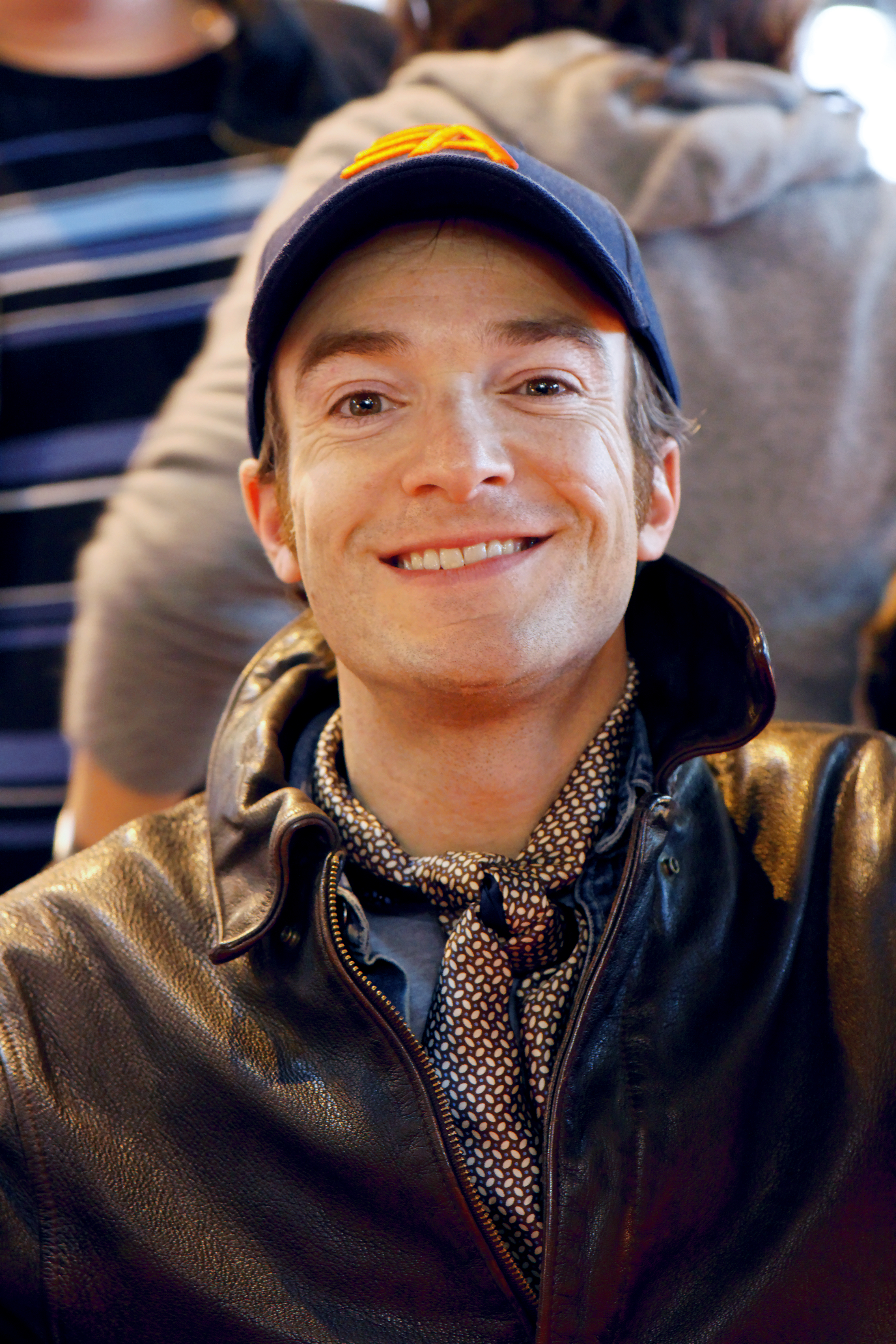
Jonathan Lambert
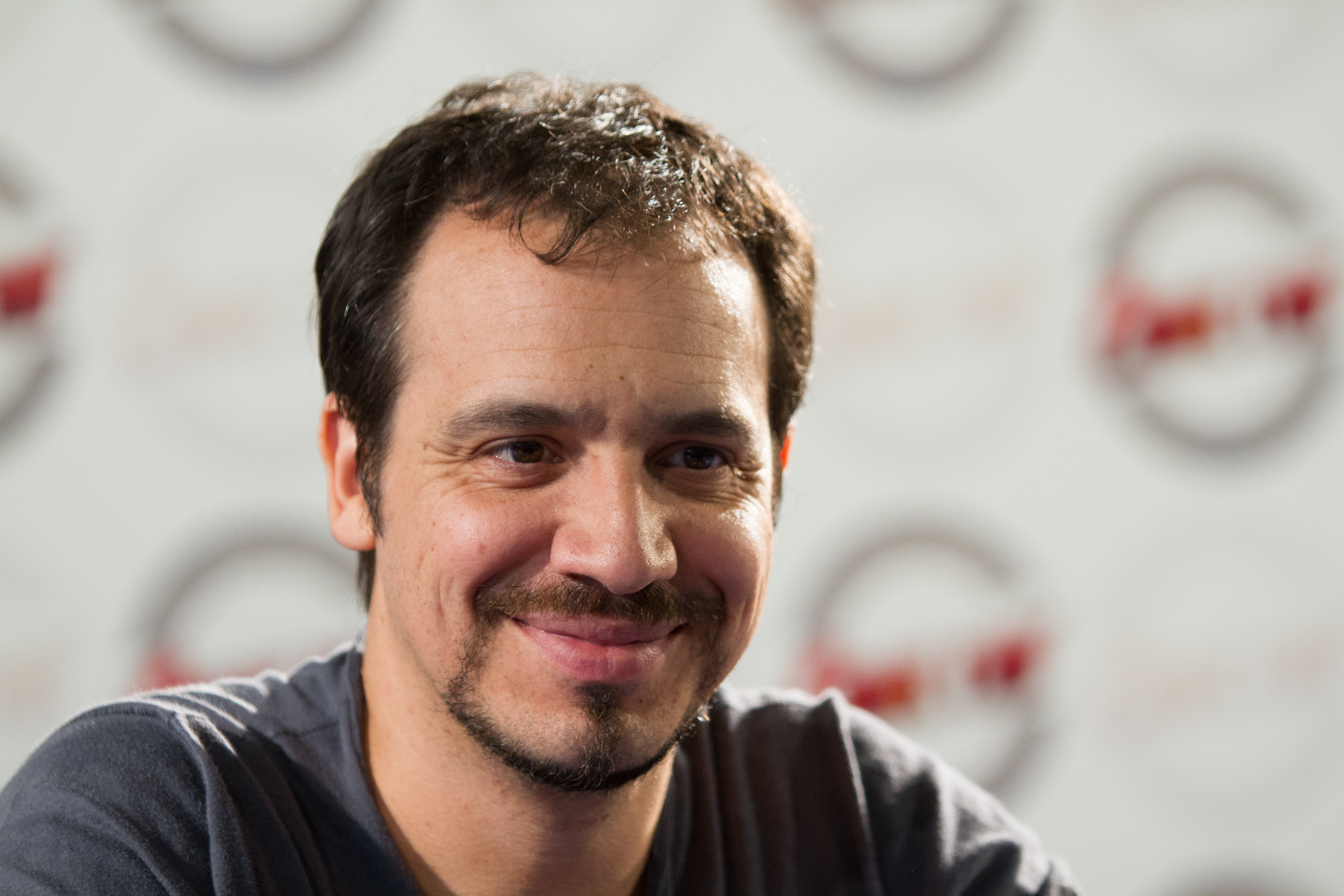
Alexandre Astier
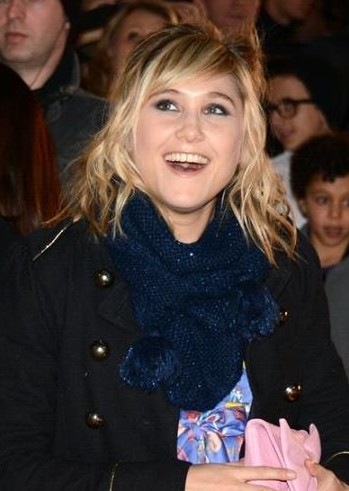
Bérengère Krief

Saison 3
- Justine Le Pottier : Chloé
- Valentine Revel : Stéphanie, « Perséphone », vampire de nuit
- Manu Payet : Fourmi Man
- Baptiste Lecaplain : un villageois
- Jean-Luc Lemoine : cordonnier du village
- Charles Clément : Eraste, lieutenant d'Hypnos
- Grégoire Ludig : Eau Man, un postulant
- David Marsais : Fer Man, un postulant
- Cyril Guei : Sergent Harro
- Nicolas Gerout : Jo

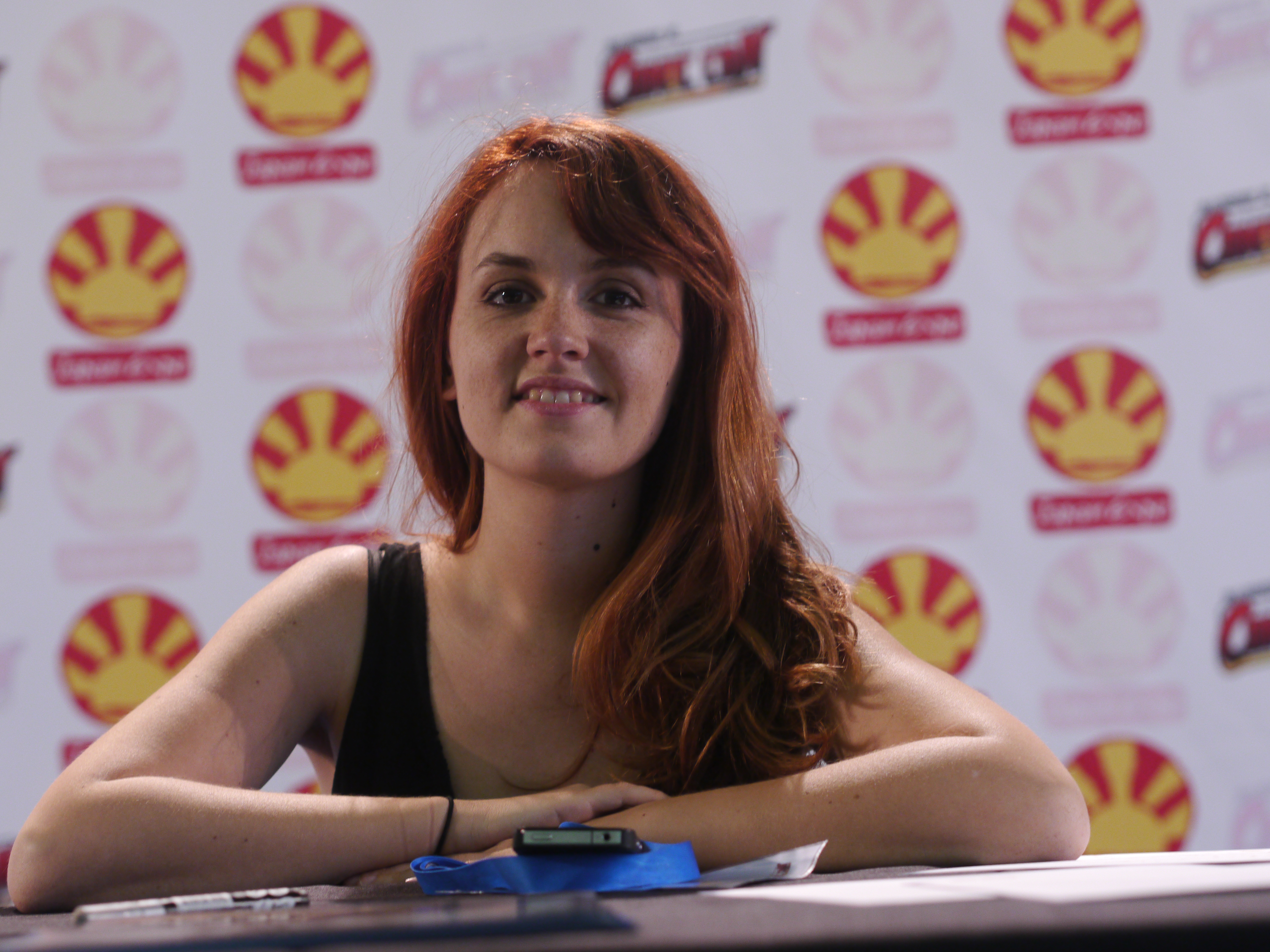
Justine Le Pottier
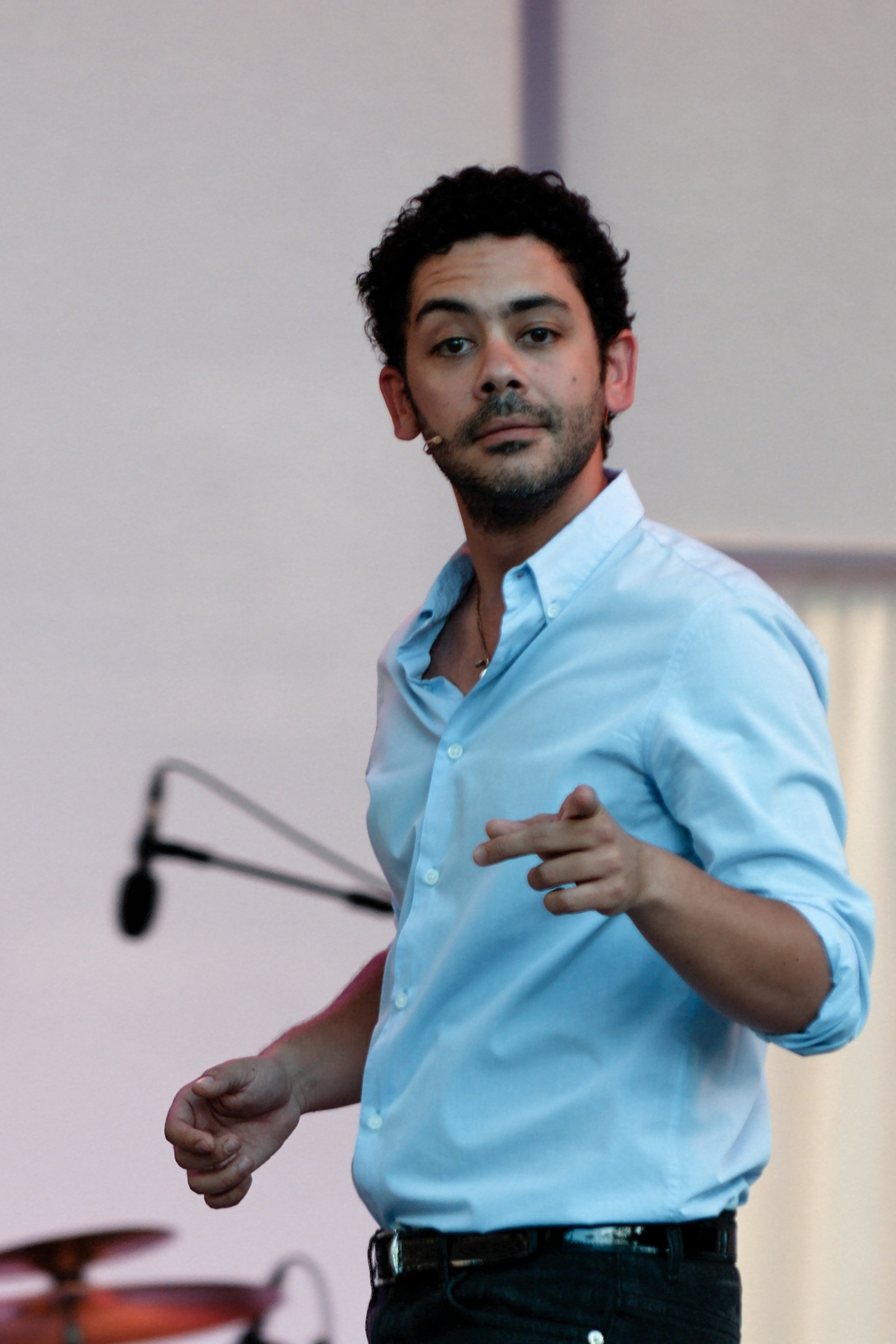
Manu Payet
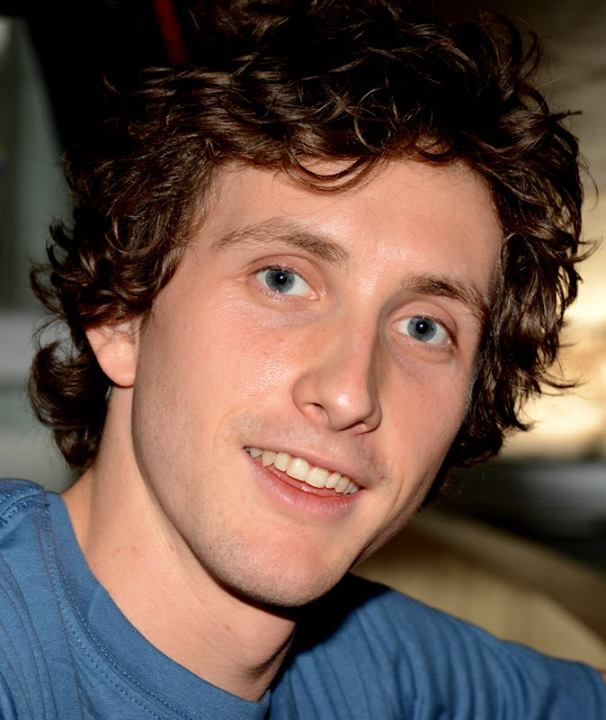
Baptiste Lecaplain

Saison 4
- Antoine Cholet : Duco, scientifique au service d'Hoodwinck responsable du projet Surhomme
- Pascal Demolon : le Gouverneur Jack Distinct
- Juliette Plumecocq-Mech : Iancu, le dernier descendant d'Hypnos, le plus grand chef du culte d'Hypnos
- Muranyi Kovacs : Grina, disciple de Iancu
- Stéphane Gourdon : Le Grand Magister de Terreneuve, un des grands chefs du culte d'Hypnos
- Stéphan Wojtowicz : Bishop, le directeur de la prison de Ciment Island
- Fred Scotlande : Snake, chef du gang des hommes-lézards, prisonnier de la prison de Ciment Island
- Davy Mourier : Croc, un prisonnier de la prison de Ciment Island
- Quentin Baillot : Le Fallon, un prisonnier de la prison de Ciment Island et petit-fils de l'architecte de la prison
- Jean Lescot : Clarence Mac Kormak : descendant de Niel Mac Kormak
- Tété : Le chanteur du rêve de John
- Antoine Gouy : Monsieur HC, assistant du gouverneur. Espèce inconnue, il fait un bruit métallique quand on le frappe et diffuse des éclairs dans les mains et les yeux.
- Charles Clément : Eraste, lieutenant d'Hypnos

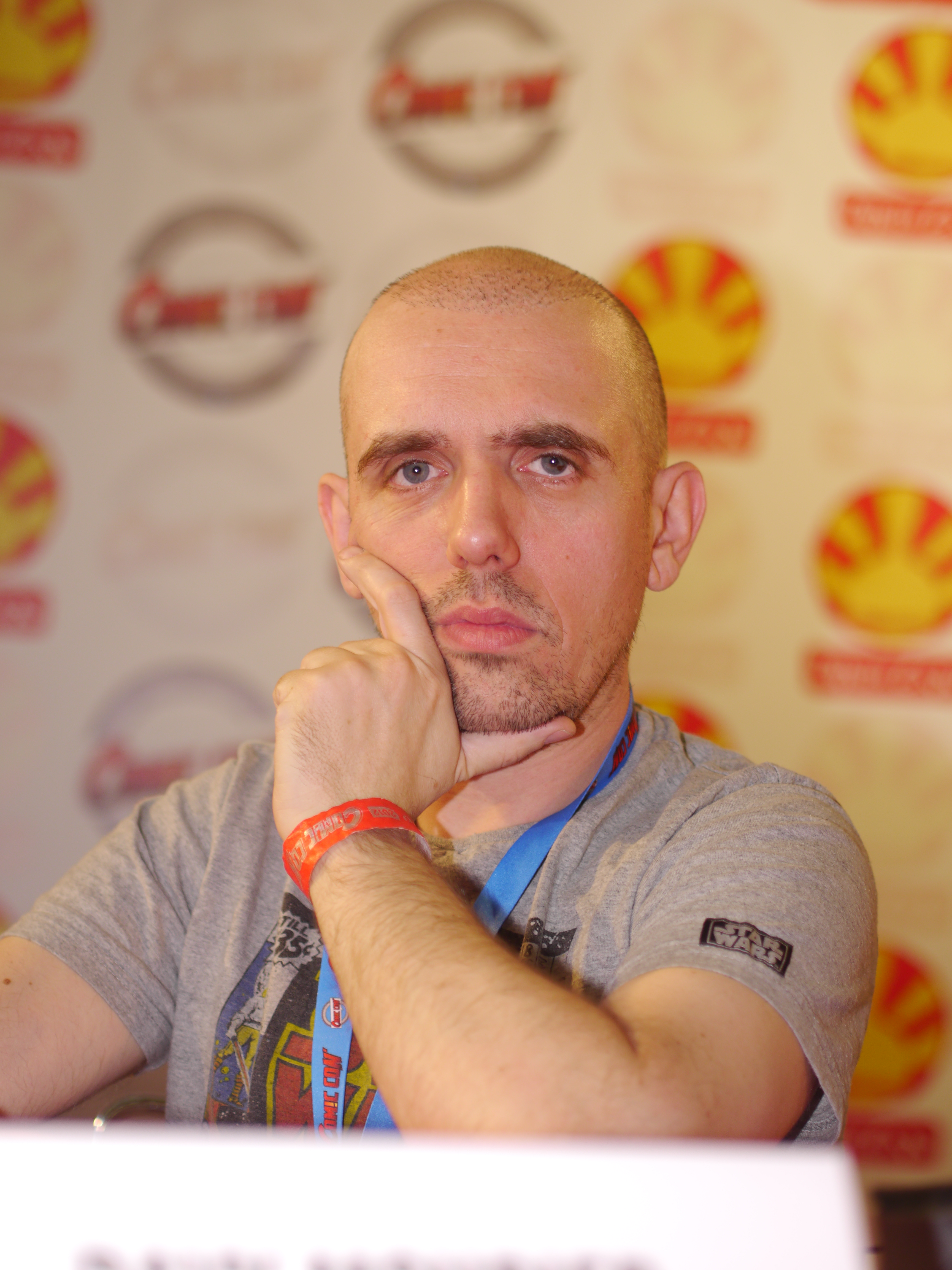
Davy Mourier
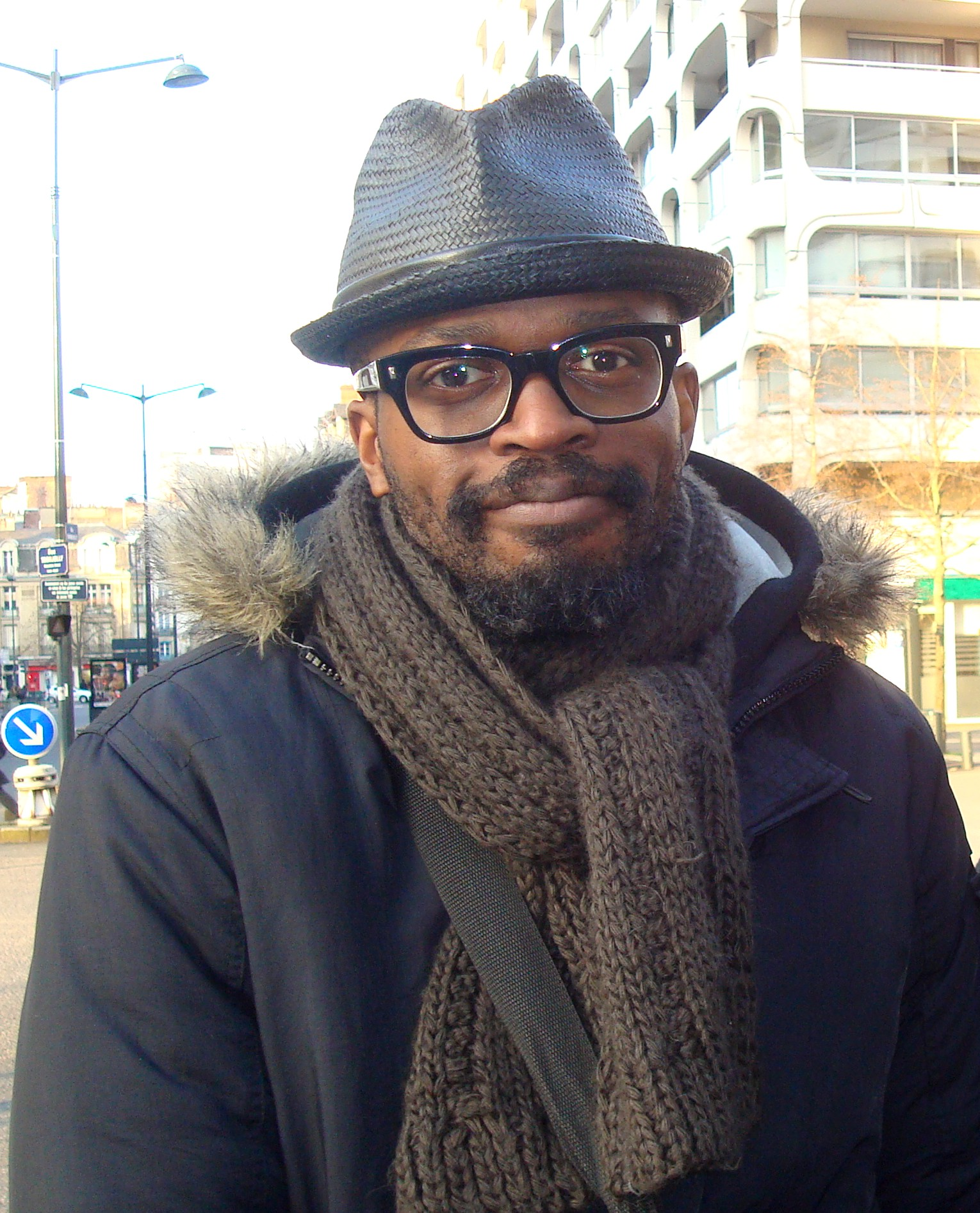
Tété

Saison 5
- Julien Josselin  : Jean, nouveau super héros (épisode 1)
- Guillaume Bats : Zagam, frère de Goliath, membre de Vilain City
- Adrien Menielle : Membre de la ferme pédagogique de Neil Mc Kormack

## Personnages
De nombreux liens entre personnages sont fournis dans le comic « Les Origines » publié en janvier 2013 :
|          |          |          |          |          |          |  |  |                          |                          |                          |                          |                          |                          |          |          |          |          |        |        |        |        |  |  |                  |                  |                  |                  |                  |                  |  |  |  |  |                             |                             |                             |                             |                             |                             |  |  |          |          |          |          |          |          |         |         |                         |                         |                         |                         |                         |                         |         |         |                      |                      |                      |                      |                      |                      |  |  |                       |                       |                       |                       |                       |                       |
|          |          |          |          |          |          |  |  |                          |                          |                          |                          |                          |                          |          |          |          |          |        |        |        |        |  |  |                  |                  |                  |                  |                  |                  |  |  |  |  |                             |                             |                             |                             |                             |                             |  |  |          |          |          |          |          |          |         |         |                         |                         |                         |                         |                         |                         |         |         |                      |                      |                      |                      |                      |                      |  |  |                       |                       |                       |                       |                       |                       |
| Théodore | Théodore | Théodore | Théodore | Théodore | Théodore |  |  | Ethan Grant « The Lord » | Ethan Grant « The Lord » | Ethan Grant « The Lord » | Ethan Grant « The Lord » | Ethan Grant « The Lord » | Ethan Grant « The Lord » |          |          | Mégane   | Mégane   | Mégane | Mégane | Mégane | Mégane |  |  | Matthew Hoodwink | Matthew Hoodwink | Matthew Hoodwink | Matthew Hoodwink | Matthew Hoodwink | Matthew Hoodwink |  |  |  |  | John Senior « Cpt. Ciment » | John Senior « Cpt. Ciment » | John Senior « Cpt. Ciment » | John Senior « Cpt. Ciment » | John Senior « Cpt. Ciment » | John Senior « Cpt. Ciment » |  |  | Jane     | Jane     | Jane     | Jane     | Jane     | Jane     | <= ? => | <= ? => | Geneviève « Chevaline » | Geneviève « Chevaline » | Geneviève « Chevaline » | Geneviève « Chevaline » | Geneviève « Chevaline » | Geneviève « Chevaline » | <= ? => | <= ? => | Mary « Renaissance » | Mary « Renaissance » | Mary « Renaissance » | Mary « Renaissance » | Mary « Renaissance » | Mary « Renaissance » |  |  | « Captain Énergique » | « Captain Énergique » | « Captain Énergique » | « Captain Énergique » | « Captain Énergique » | « Captain Énergique » |
| Théodore | Théodore | Théodore | Théodore | Théodore | Théodore |  |  | Ethan Grant « The Lord » | Ethan Grant « The Lord » | Ethan Grant « The Lord » | Ethan Grant « The Lord » | Ethan Grant « The Lord » | Ethan Grant « The Lord » |          |          | Mégane   | Mégane   | Mégane | Mégane | Mégane | Mégane |  |  | Matthew Hoodwink | Matthew Hoodwink | Matthew Hoodwink | Matthew Hoodwink | Matthew Hoodwink | Matthew Hoodwink |  |  |  |  | John Senior « Cpt. Ciment » | John Senior « Cpt. Ciment » | John Senior « Cpt. Ciment » | John Senior « Cpt. Ciment » | John Senior « Cpt. Ciment » | John Senior « Cpt. Ciment » |  |  | Jane     | Jane     | Jane     | Jane     | Jane     | Jane     | <= ? => | <= ? => | Geneviève « Chevaline » | Geneviève « Chevaline » | Geneviève « Chevaline » | Geneviève « Chevaline » | Geneviève « Chevaline » | Geneviève « Chevaline » | <= ? => | <= ? => | Mary « Renaissance » | Mary « Renaissance » | Mary « Renaissance » | Mary « Renaissance » | Mary « Renaissance » | Mary « Renaissance » |  |  | « Captain Énergique » | « Captain Énergique » | « Captain Énergique » | « Captain Énergique » | « Captain Énergique » | « Captain Énergique » |
|          |          |          |          |          |          |  |  |                          |                          |                          |                          |                          |                          |          |          |          |          |        |        |        |        |  |  |                  |                  |                  |                  |                  |                  |  |  |  |  |                             |                             |                             |                             |                             |                             |  |  |          |          |          |          |          |          |         |         |                         |                         |                         |                         |                         |                         |         |         |                      |                      |                      |                      |                      |                      |  |  |                       |                       |                       |                       |                       |                       |
|          |          |          |          |          |          |  |  |                          |                          |                          |                          |                          |                          |          |          |          |          |        |        |        |        |  |  |                  |                  |                  |                  |                  |                  |  |  |  |  |                             |                             |                             |                             |                             |                             |  |  |          |          |          |          |          |          |         |         |                         |                         |                         |                         |                         |                         |         |         |                      |                      |                      |                      |                      |                      |  |  |                       |                       |                       |                       |                       |                       |
|          |          |          |          |          |          |  |  |                          |                          |                          |                          | Jennifer                 | Jennifer                 | Jennifer | Jennifer | Jennifer | Jennifer |        |        |        |        |  |  |                  |                  |                  |                  |                  |                  |  |  |  |  | John « Bouclier Man »       | John « Bouclier Man »       | John « Bouclier Man »       | John « Bouclier Man »       | John « Bouclier Man »       | John « Bouclier Man »       |  |  | Claudine | Claudine | Claudine | Claudine | Claudine | Claudine |         |         |                         |                         |                         |                         |                         |                         |         |         |                      |                      |                      |                      |                      |                      |  |  |                       |                       |                       |                       |                       |                       |
|          |          |          |          |          |          |  |  |                          |                          |                          |                          | Jennifer                 | Jennifer                 | Jennifer | Jennifer | Jennifer | Jennifer |        |        |        |        |  |  |                  |                  |                  |                  |                  |                  |  |  |  |  | John « Bouclier Man »       | John « Bouclier Man »       | John « Bouclier Man »       | John « Bouclier Man »       | John « Bouclier Man »       | John « Bouclier Man »       |  |  | Claudine | Claudine | Claudine | Claudine | Claudine | Claudine |         |         |                         |                         |                         |                         |                         |                         |         |         |                      |                      |                      |                      |                      |                      |  |  |                       |                       |                       |                       |                       |                       |

### Les membres de Hero Corp
- Neil Mac Kormack « Infusion » (Lionnel Astier) : chef de l’agence Hero Corp, a le pouvoir de se téléporter. Il est révélé dans la quatrième saison qu'il est également immortel et est âgé de plusieurs siècles, ayant un arrière arrière arrière arrière arrière arrière arrière arrière petit fils de 79 ans.
- Benedict « Captain Canada » (Michel Courtemanche) : super-héros travaillant toujours à l’agence Hero Corp, à Montréal, son pouvoir est de voler. Il réapparait dans la saison 4 comme chef du gang des supers dans la prison où sont enfermés les super héros. Il leur fournit protection et un moyen d'utiliser leurs pouvoirs dans l'enceinte en échange de leur aide pour garder la domination des supers sur les autres gangs de la prison.
- Captain Haute Pression[4] : agit en tant qu’auxiliaire des pompiers de Montréal (mais arrive en général trop tard).
- Guy « Captain Trois-Rivières » (Disiz) : assistant de Captain Canada, a le pouvoir de voler seulement si on le porte. Il réapparait dans la saison 4, retiré des affaires et devenu moine bouddhiste.
- Miss (Brunhilde) Moore (Stéphanette Martelet) : assistante de Neil Mac Kormack. Fille de châtelain, elle s'arrange pour recréer une antenne Hero Corp dans le château familial après la prise de pouvoir par Hoodwink. Elle est une « civile » et ne possède aucun pouvoir. McCormack atteint par la limite de mandats la nomme chef de la nouvelle agence durant la saison 3, avant qu'elle ne doive concéder ce titre à Cecil à la suite d'une manipulation de ce dernier. Elle entame également une relation amoureuse avec Klaus. Administratrice efficace, elle parvient à faire fonctionner l'agence et à tisser des réseaux de contact dans la région malgré de faibles moyens.
- Pépito[4] : son pouvoir est de tousser des pépites d'or.
- Théodore : ancien Super-Héros et frère de The Lord. Il a participé à la grande guerre contre ce dernier et fut décisif dans sa défaite. Gravement blessé, il ne peut plus se déplacer et n'a plus de système immunitaire. Il vit donc isolé dans une chambre stérile et communique par un interphone. Il dispose du pouvoir de prescience, et conseille Neil, puis la nouvelle agence.

### Les Super-Héros remisés
- John « Bouclier Man » (Simon Astier) : John est le dernier arrivant dans le village, c’est le neveu de Mary, l’ancienne chef du village. Sa mission est de sauver le monde des Super-Vilains, tel que The Lord. Les pouvoirs de John varient et ont une durée d’action limitée dans le temps. En effet, il peut se rendre invincible[5], sécréter du poison avec ses mains[6] ou même se transformer en loup-garou[6]. Il réussit même à retourner le pouvoir de The Lord contre lui[7] et ainsi dominer lui-même tous les villageois tombés sous son emprise. Dans la saison 2, John se montre capable de survivre à une explosion[8], de se transformer en bombe humaine[9], de sentir le danger arriver, de se dématérialiser[9], de se téléporter[10] et de renvoyer les balles avec ses mains [11]. Le problème est que John « subit » plus ses pouvoirs qu’il ne les maîtrise. On apprend qu’il perdrait ses pouvoirs à proximité de son père (John Senior), mettant au jour les anciennes blessures de son passé. Il découvre que son pouvoir ressemble plus ou moins à un « antidote » et qu’il peut se manifester sous différentes formes. Il peut par exemple léviter. À la fin de la saison 2, on découvre que sa mère a également des pouvoirs qui s’apparentent plus à ceux des vampires et on voit John se transformer en une sorte de bête capable de tout détruire[12]. Dans l'épisode 35 de la saison 3, John se fait corrompre par Hypnos ; à la fin de l'épisode, les yeux noirs, John tue son père et, pendant un petit instant, on voit le visage d'Hypnos comme s'il était à l'intérieur de John. Durant la quatrième saison, il tente d'assumer son rôle de chef des super vilains. Néanmoins, il n'y parvient pas totalement, en conflit intérieur permanent. Il est sauvé par Stève d'une tentative d'assassinat d'Eraste et rejoint la prison. Il voit son père en rêve et apprend que le seul moyen de se débarrasser d'Hypnos est sa propre mort. Il parvient à prévenir Klaus qui le tue juste avant qu'Eraste ne fusionne avec Hypnos mais est ressuscité par Mary.
- Klaus « Force Mustang » (Alban Lenoir) : petit fils de Captain Lifting[13], Klaus possède le pouvoir de télékinésie, mais il le dissimule, car, d’après ses dires, c’est « trop ringard ». Il s’est donc entraîné pour devenir l’homme le plus fort du monde[5] et prétend ainsi que son pouvoir est sa force physique. Son expression typique de la série est : « PINAAAAGE ! » Dans la saison 1 on apprend qu’il passe pour la brute du village, c’est aussi le seul membre du village qui a pardonné John d’avoir laissé s’échapper The Lord. Il dit que son pseudo Force Mustang vient de sa force de cheval. Il élève des pécaris. Il est très ami avec John et Doug. Durant la 3e saison, il entame une relation avec Miss Moore et parvient à faire la lumière sur les manipulations de McKormack. Au début de la quatrième saison, il s'enfuit, désespéré de n'avoir pas pu aider John. Il rejoint un monastère bouddhiste sous la direction de l'ancien Captain Trois Rivières pour acquérir la force et la sérénité nécessaire pour sauver John. Il est révélé dans la quatrième saison qu'il avait reçu un biper du père de John, avec pour instruction de ne pas se dévoiler tant qu'il ne sonnerait pas (ce qui signifierait que John a besoin de lui). John parvient à le contacter et il arrive juste à temps pour éviter qu'Eraste ne soit investi par Hypnos. Il se résout à tuer John, et à faire disparaître Hypnos par la même occasion.
- Stève « Brasier » (Gérard Darier) : super héros de classe 36, Stève peut maîtriser le feu. Au sein du village, Stève est le boulanger, il se sert de son pouvoir pour faire cuire le pain. Il est en conflit avec Allen, alias « Captain Cold », à cause d’un conflit de super pouvoir. Il a la particularité d’être loyal et fidèle. Il est temporairement chef des survivants dans la saison 2, par défaut, et se trouve une nouvelle rivalité, avec Ron, cette fois.
- Doug « Sérum » puis « Leather Skin » (Sébastien Lalanne) : Doug était un brillant avocat, mais il a été contraint d’arrêter son activité à cause de son pouvoir : il a le pouvoir de détecter les mensonges, son corps se raidissant lorsqu’il en entend ou prononce un, ce qui est assez handicapant dans son métier, et lui confère le statut de super héros de classe 176. Il s’est donc réfugié dans le village pour se cacher d'une famille de la mafia qui le poursuit. C’est le jardinier du village. À la fin de la saison 2, il est mordu par un vampire. Il est très ami avec Klaus et John (en particulier avec Klaus). Durant la saison 3, il se met en couple avec un vampire de nuit, Perséphone qui rejoint l'agence. Sa peau devient également très résistante.
- Burt « Captain Shampoing » ou « Tornado » (François Podetti) : il s’appelait auparavant « Acid Man », super héros de classe 80, car il pouvait lancer de l’acide capable de détruire les matériaux les plus résistants, avec ses mains. Mais depuis quelque temps, son pouvoir s’est détérioré et il est devenu Captain Shampoing, rétrogradé à la classe 136, car son pouvoir a muté et ne lui permet plus que de lancer du shampoing doux (qui ne pique même pas les yeux). Valur l’aide à retrouver son pouvoir d’origine dans la saison 2, il récupère alors son nom d'« Acid Man » dans la saison 3 et est promu classe 5, soit le plus gradé des héros vers la fin de la saison.
- Mary « Renaissance » (Agnès Boury) : autrefois, Mary pouvait redonner la vie mais avec l’âge, son pouvoir s’est réduit et elle ne peut plus que se faire passer pour morte. Elle fait partie des membres fondateurs de l’agence Hero Corp et en était même devenue le chef du village jusqu’à que son affaiblissement dû à un usage excessif de son pouvoir; elle est également capable d’annuler l’emprise mentale de The Lord sur ses victimes, mais cela, en retour, lui demande beaucoup d’énergie. John, son neveu, la remplace comme chef par la suite.
- Le Maire Cécil « Captain Transformation » (Philippe Noël) : il est le numéro 2 de l’agence du village, derrière Mary (puis derrière John). Il est de nature autoritaire et souhaite prendre le commandement du Conseil de l’agence (chose qu’il a fait durant un court laps de temps dans la saison 1, puis à la fin de la saison 3). Uniquement connu comme étant « le maire du village » dans la saison 1, on apprend dans la saison 2 que son prénom est Cécil. Enfin, son pouvoir est assez particulier : il peut prendre l’apparence d’une personne inconnue de ceux qui sont proches de lui. Il apparaît néanmoins en saison 3 qu'il peut désormais prendre l'apparence y compris d'une personne connue de ceux qui l'entourent.
- Mique « Réception » (Étienne Fague) : Mique est le fils de Cécil, est incroyablement stupide et fait honte à son père qui l’aide malgré tout à devenir quelqu’un d’important. Mique pense être la relève des Super-Héros, et son pouvoir est la faculté de lire approximativement dans les pensées. Il se transforme petit a petit en bête à la suite d'une morsure dans la saison 3. Durant la saison 4, il officie comme garde du corps de John et des super vilains. Il n'est plus sous l'influence de son côté bestial mais le cache à tous. Tiraillé entre sa loyauté pour Hero Corp et son amour pour Claudine, il finit par ne plus agir qu'en fonction d'elle.
- Allen « Captain Cold » (Maurice Lamy) : super héros de classe 42 ; au sein du village, Allen est barman. Il se sert de son pouvoir (maîtrise du froid) pour réfrigérer les boissons. Il est en conflit avec Stève, car selon Allen la glace est supérieure au feu, mais Stève est d'un avis contraire. On apprend au début de la saison 2 qu’il est mort lors de l’attaque du village.
- Stan « Mental » (Arnaud Joyet) : Stan possède le pouvoir de persuasion, il peut convaincre une personne de faire quelque chose, seulement si cette dernière est d’accord (c’est le problème, selon lui). Dans la saison 3, il comprend que son pouvoir de suggestion ne fonctionne que s'il prend le temps de mettre en place un environnement et qu'il s'exprime de manière imagée.
- Kyle (Francois Frapier) : responsable des archives du village ; c’est un très bon dessinateur, il a des visions pendant son sommeil mais possède une très mauvaise mémoire. Il est aussi le seul à pouvoir transcrire ses dessins en visions, qui ne ressemblent qu’à des gribouillis pour les autres.
- Karin « Captain Sports Extrêmes » (Arnaud Tsamere) : possède une grande résistance physique, ce qui lui permet de pratiquer les sports les plus risqués sans aucun accessoire. Il est fanatique de son corps et veut l’utiliser à des fins physiques ultimes le plus souvent possible. Dans la saison 2, il est l'un des prisonniers de l'ogre philosophe, il va finalement être libéré par John. On apprend également qu'il n'entend plus de l'oreille gauche et qu'il ne possède plus d'estomac à cause d'une dangereuse partie de paint-ball à balles réelles. Il est régulièrement en conflit avec Jean Micheng qui le surpasse sur ses points forts.
- « Chauve-Souris Man » (Jonathan Lambert) : a le pouvoir de vivre la nuit, mais pas toute la nuit car il faut aussi qu'il se repose.
- « Volcana » : a une chevelure rouge ; pouvoir inconnu.
- « Vapeur Action » : peut cracher de la vapeur.
- « Ongles Attaque » : pouvait projeter des lames de rasoir par les mains ; maintenant, elle projette ses propres ongles, et doit donc attendre qu'ils repoussent.
- « Croco » : est capable de tout manger, mais la digestion peut être longue.

### Les Super-Héros survivants
- John Senior « Captain Ciment » (Jacques Ville) : seul rescapé du site de la mine, il est sauvé des décombres de la mine par les survivants du village. Il est le père biologique de John mais n'ose pas lui dire. Il possède le pouvoir de transformer son corps en pierre. S'il se trouve à proximité de son fils, ce dernier perd ses pouvoirs et peut devenir dangereux pour ses alliés. Il quitte le bunker sachant cela et est réintégré au groupe juste avant leur embarquement pour Montréal. Dans la saison 3, il est prisonnier du monastère par son ex-femme Jane. Plus tard il est poignardé par sa fille Claudine mais Mary le sauve grâce à son pouvoir. Il est finalement tué par John lui-même sous l'influence d'Hypnos à l'issue de la saison 3. Il réapparait en rêve dans la saison 4, où il guide John sur le moyen de détruire Hypnos. Il lui remet également le numéro d'un biper qu'il avait confié à Klaus.
- Valur « Electro Man » (Erik Gerken) : seul rescapé du site d'Islande (sous couvert d'une usine de jouets), il maîtrise le pouvoir de la foudre. Classe 14, il est le plus gradé des survivants et à ce titre préside le conseil dans le bunker. Mary a un gros faible pour lui. Il accompagne la nouvelle agence au cours de la saison 3. Il est mentionné une fois dans la saison 4, lors de laquelle il est dit disparu.
- Jean Micheng (Patrick Vo) : seul rescapé du site japonais (sous couvert d'une équipe de handball). Métis Franco-Vietnamien, il dispose d'un pouvoir particulier : s'il interloque quelqu'un, ce dernier reçoit un ballon de handball sorti de nulle part en pleine tête. Il est également très doué en arts martiaux. Nouveau petit-ami de Jennifer durant la saison 3, il devient un des super-héros à la solde de Hoodwink durant la saison 4, dans le but de la protéger. Hoodwink l'aura défiguré en plongeant sa tête dans de l'acide.
- Eshana (Lilly Eïdo) : seule rescapée du site indien, elle dispose du pouvoir d'invoquer un double d'elle-même, Eshita (Constance Pittard), qui ne lui ressemble en rien. Elle a un faible pour John et l'aide à maîtriser son pouvoir. Elle n’apparaît plus après la saison 2.
- Araignée Man (Alexandre Astier) : gardien du bunker secret. Son pouvoir est d'être méchant, il ne peut s'empêcher de frapper ou d'insulter ses interlocuteurs.
- Rémi-Pierre (Malik Issolah) : maîtrise de ses mains une canne magique. C'est un homme d'Hoodwink qui doit faire sortir Jennifer du Bunker pour permettre aux soldats d'éliminer le reste des survivants. Sa couverture était d'être le rescapé du site du Maroc. Il voulait tuer John en lui envoyant sa canne dans le dos lors d'un combat contre lui, mais John se dématérialise pour faire passer la canne à travers son corps puis Rémi-Pierre se fait empaler par sa propre canne.

### Les super héros évoqués
Certains super héros sont évoqués lors de discussions :
- Amphibio[14] : pouvoir inconnu ;
- Bologno : peut créer de la sauce bolognaise;
- Captain Cannelloni : peut créer de la pâte et la mettre en forme ; s'est associé avec Bologno pour ouvrir un restaurant ;
- Captain Énigme[15] : co-concepteur, avec Super Mystère, des systèmes de sécurité du bunker ;
- Dauphino[14] : de son vrai nom « Kiki le petit dauphin », il est bleu, sait très bien nager, et est de nationalité espagnole ;
- Captain Énergique[16] : époux de Mary « Renaissance », pouvoir inconnu ;
- Les Quatre Atomiques[16] : Furie Girl, Volcano, Électron et Jean-François ; pouvoirs inconnus ;
- Captain Saveur du Soir : pouvoir inconnu ;
- Captain Serano : peut fumer des jambons ;
- Super Mystère[15] : co-concepteur, avec Captain Énigme, des systèmes de sécurité du bunker ;
- super héros de la DC Comics :
  - Superman.
  - Batman.
  - Green Lantern.
  - Flash.
- super héros Marvel Comics :
  - Wolverine, Logan de son vrai prénom Cédric (saison 1).

### Les civils
- Jennifer Grant (Aurore Pourteyron) : fille de Mégane et de The Lord. Petite amie de John, c’est une civile (une personne non-Super-Héros), faisant partie de la seule famille du village qui ne soit pas Super-Héros. Arrivée au village avec ses parents avant le début de la saison 1, ils cherchent à vivre à la campagne, elle est, au début, la seule personne avec qui John se sente bien (car seule personne dite « normale » selon lui). Durant la première partie de la saison 2, elle perd la mémoire, oubliant le village, ses parents et sa relation avec John. On apprend à la fin de la saison 2 qu’elle est en fait la fille de Mégane et de Ethan « The Lord ». Son pouvoir se révèle dans la saison 3 : elle prend des caractéristiques de sirène au contact de l'eau (bien qu'elle ne sache ni chanter, ni rester plus de 14 secondes sous l'eau sans respirer). Selon Mary, Jennifer est bien une sirène, mais « une version qu'on connaît pas ».
- Mégane Hoodwink (Josée Drevon) : elle est la mère de Jennifer et est très proche de sa fille. Elle lui a caché la véritable identité de son père, The Lord. Après le naufrage dans la saison 3, elle retrouve refuge avec Kyle dans une grange à foin où ils installent un ordinateur dans une poubelle. Plus tard elle retourne auprès de sa fille au château.
- Laurence Awkins « Super Invisible » (Didier Bénureau) : scientifique qui s’est rendu malencontreusement invisible en faisant des études sur les molécules afin de retrouver The Lord, le meurtrier de sa femme mais, au fil des jours, il devient tellement invisible qu’un courant d’air le fait envoler. Il redevient visible au cours de la saison 3 et prend en charge le développement scientifique de la nouvelle Hero Corp.
- Chloé (Justine Le Pottier) : journaliste à sensation en quête de scoop sur Hero Corp. Elle séduit John pour infiltrer Hero Corp mais repère Jane et tente d'avertir l'agence des dangers qui la guette. Elle est cependant capturée et meurt attaquée par les monstres d'Eraste.
- Duco : Scientifique, il travaille pour Hoodwink pour développer les performances physiques de ses hommes. Dépassé par les délais irréalisables imposés par son commanditaire, il est finalement tué par ce dernier. Il a cependant eu le temps de développer un produit qui le rend invulnérable et survit à la tentative d'assassinat. Il met alors ses nouveaux « pouvoirs » à contribution pour ruiner la vie d'Hoodwink. Parvenu à ses fins, il se fait enfermer dans la prison pour libérer les prisonniers. Il parvient à désactiver les implants d'Hoodwink et à le faire enfermer. Il convoque en fin de saison les super héros dans le bunker secret pour leur annoncer leur prochain ennemi : le gouverneur Jack Distinct.

### Les Super-Vilains
- Ethan « The Lord » (Christian Bujeau) : le Super-Vilain de la série, considéré comme le plus grand Super-Vilain de tous les temps[17]. Quand il a son médaillon, il peut dominer l’esprit des gens après les avoir touchés. Si une personne envoûtée en touche une autre, cette dernière se retrouve aussi sous son emprise[16]. Dans la saison 2, on le voit capable de maîtriser son médaillon à distance pour le récupérer. Grâce à celui-ci, il est capable d’utiliser le pouvoir d’une personne dont il est proche physiquement[18]. On apprend, à la fin de la saison 2, qu’il est l’ex-mari de Mégane et le vrai père de Jennifer. Il est également un excellent combattant au corps à corps[12].
- Matthew Hoodwink (Hubert Saint-Macary) : ancien maire de Montréal et père de Jennifer, il veut absolument détruire tous les Super-Héros et devenir le maître du monde. D’après Neil Mac Kormack, il est beaucoup plus dangereux que The Lord.
- Eraste (Charles Clément) : ancien Super-Héros, il a trahi l'agence et est devenu le bras droit d'Hypnos. Chargé de la surveillance de John, il lui procure un emploi de transporteur illégal juste avant son départ pour le village puis espionne pour le compte d'Hoodwink à Montréal. Il est, par la suite, chargé de mener à bien le rituel permettant à Hypnos d'investir le corps de John, flanqué de l'aide de Jane.
- Jane (Nathalie Roussel) : mère de John et de Claudine, sœur de Mary et ancienne Super-Héros. Son pouvoir est la polymorphie, pouvant notamment se transformer en singe ou en panthère. Elle livre son fils à Hypnos quelques jours après sa naissance. Celui-ci appose sa marque sur le nouveau-né. Stoppée par John Senior, elle bat en retraite et abandonne la surveillance de son fils à Eraste, étant trop impliquée émotionnellement.
- Claudine (Jennie-Anne Walker) : sœur jumelle de John, elle est chargée de lui apprendre à maîtriser ses pouvoirs et de le préparer pour le rituel. Elle le déteste, jalouse de son statut d'élu d'Hypnos et de préféré de leur mère. Elle tente également de tuer leur père pour empêcher la prophétie. Durant la quatrième saison, elle entame une relation avec Mique. Elle suit finalement ce dernier et Héléna pour retrouver John, comprenant qu'elle n'a rien à attendre de sa mère et d'Eraste.
- Héléna (Émilie Arthapignet) : fille d'un orage et d'un laurier, elle a été « fabriquée » pour être l'esclave de John, devant notamment boire son sang à chacun de ses anniversaires pour renforcer le lien de dépendance. Dévouée corps et âme à John, elle est prête à se suicider s'il la rejette. Sous l'impulsion de John, elle devient plus indépendante durant la quatrième saison. À la suite de la fuite de John, elle fait croire à Eraste qu'elle l'épousera pour qu'il devienne le nouvel élu d'Hypnos et rompt ainsi la boucle temporelle mise en place pour régler le problème de succession. Elle fuit ensuite avec Mique et Claudine.
- Jack Distinct : Gouverneur, il est enlevé par Eraste et John, avec pour mission assignée par Hypnos de le tuer. Indécis, John le laisse finalement s'échapper. Il réapparait ensuite comme nouveau chef d'Hero Corp. Il rétablit également la peine de mort et annonce se présenter comme maire mais ses véritables intentions sont un mystère. Après la disparition d'Hypnos, Duco annonce aux super héros qu'il sera leur prochain ennemi, et qu'il ne sait rien à son sujet si ce n'est qu'il a un plan et qu'il n'est pas humain.
- Invisiblor (Oldelaf) : comme son nom l'indique il peut devenir invisible. Autrefois au service d'Héro Corp il continue ses activités en solo dans sa région car Mac Kormack refuse de lui envoyer des renforts. Il aide Miss Moore à retrouver l'équipe des héros dans la saison 3. Dans la saison 4 il se range aux côtés de Hoodwink attiré par l'argent

Les super-vilains évoqués
- Anguille Man : une très grosse anguille, il a été vaincu par Allen « Captain Cold » qui a gelé le fleuve ;
- Tarentula et son armée d'arachnides

### Autres super-héros
- Fer-man (David Marsais) : auditionné dans la saison 3, il est extrêmement tenace sur tout type de sujets.
- Eau-man (Grégoire Ludig) : auditionné également lors de la saison 3 comme héros potentiellement recrutable, il peut boire 1,5 litre à 2 litres d'eau quand il mange salé. Il peut aller jusqu'à 2,25 litres en été et même 2,5 litres avec un footing.
- Fourmi-man (Manu Payet) : croisé dans les bois lorsque Klaus, Doug et Mique cherchent John après qu'il a échappé à leur vigilance. Connu pour être très petit et pour ramener du pain à sa fourmilière.

## Épisodes

### Première saison (2008)
1. Le Village
2. Le Test
3. Le Grand Départ
4. Révélations
5. Recherches
6. Retour aux sources
7. À l’intérieur
8. Nouvelle donne
9. Emplettes
10. L’Alerte
11. Chez l’habitant
12. Nouvelle peau
13. Die Hard
14. Duel
15. Après le calme

### Deuxième saison (2010)
1. La tempête
2. La leçon
3. Ex æquo
4. La mine
5. Au pied des murs
6. Nouveau toit
7. Intrus
8. Du bon côté
9. Servir l’homme
10. Dix-sept survivants
11. Retrouvailles
12. Stratèges
13. Instructions
14. Une nouvelle ère (1/2)
15. Une nouvelle ère (2/2)

### Épisodes de la web-sérieles Survivants
Les épisodes de la web-série, faisant la transition entre les saisons 2 et 3, sont disponibles sur le site de Studio 4.
1. Rapport de Mission
2. Valur
3. Mary
4. Jennifer
5. La Radio
6. Mac Kormack
7. Le Visiteur du futur
8. La Pause
9. Doug
10. Le Soldat
11. John

### Troisième saison (2013)
1. Épisode 0
2. Un nouveau monde (1/5)
3. Un nouveau monde (2/5)
4. Un nouveau monde (3/5)
5. Un nouveau monde (4/5)
6. Un nouveau monde (5/5)
7. Hero Corp (1/5)
8. Hero Corp (2/5)
9. Hero Corp (3/5)
10. Hero Corp (4/5)
11. Hero Corp (5/5)
12. Amour et Jeux (1/5)
13. Amour et Jeux (2/5)
14. Amour et Jeux (3/5)
15. Amour et Jeux (4/5)
16. Amour et Jeux (5/5)
17. Nouvelles vies (1/5)
18. Nouvelles vies (2/5)
19. Nouvelles vies (3/5)
20. Nouvelles vies (4/5)
21. Nouvelles vies (5/5)
22. Plans (1/5)
23. Plans (2/5)
24. Plans (3/5)
25. Plans (4/5)
26. Plans (5/5)
27. À sa place (1/5)
28. À sa place (2/5)
29. À sa place (3/5)
30. À sa place (4/5)
31. À sa place (5/5)
32. H (1/5)
33. H (2/5)
34. H (3/5)
35. H (4/5)
36. H (5/5)

Invité le 6 août 2010 sur Europe 1 (à l’occasion de la diffusion des soirées « Integraal » Kaamelott sur M6), Simon Astier déclare ne pas savoir si une saison 3 verrait le jour, tout en se disant conscient du succès rencontré par la série, en particulier sur Internet.
La raison invoquée par la chaîne Comédie ! est le mauvais score d’audience de la série. Sans toutefois nier le succès auprès des fans, le téléchargement illégal est clairement mis en cause par le groupe Canal+.
Toutefois, une rediffusion de la saison 2 est effectuée le dimanche 18 septembre 2011 à 1 h 5 sur la chaîne Comédie ! afin d’envisager, selon l’audience obtenue, la production d’une troisième saison.
Le 15 février 2012, Simon Astier, sur France Inter, se dit confiant de l’avenir de la série.
Le 28 août 2012, France Télévisions annonce le développement de la saison 3 pour France 4 ; l’annonce officielle de la production par la chaîne France 4 est faite le 17 décembre 2012 par Simon Astier sur le réseau social Twitter, et le tournage commence le 13 janvier 2013 en Bourgogne, et se termine le 25 février 2013.
Le montage commence à Levallois le 28 février 2013.
Le format de la série change dans cette nouvelle saison et passe à un format court de 35 épisodes de 7 minutes. Ils sont diffusés à raison d'un épisode du lundi au vendredi et les 5 épisodes d'une semaine (qui forment une entité narrative) sont rediffusés en bloc le samedi,.
Un volet trans-média comprend une application pour smartphone (disponible pour Android et iOS depuis le 5 juillet 2013) et une web-série ; l’application permet notamment de visionner la web-série plusieurs semaines avant la diffusion sur France 4. Centrée sur le personnage de Klaus et intitulée Les Survivants, la web-série constitue la transition entre les saisons 2 et 3 ; Klaus y recherche les survivants du naufrage. Le lien avec la saison 3 est assuré par l’épisode 0, diffusé le 21 octobre 2013 sur France 4, où les survivants découvrent qu’ils ne sont pas seuls.
Une seconde web-série de huit épisodes (un prologue et 7 épisodes), intitulée Les Prémonitions de Kyle, centrée sur le personnage de Kyle, est diffusée via l’application, puis par Studio 4.0, en parallèle de la diffusion de la saison 3. Une ultime vidéo dévoile une séquence se déroulant après la fin de la saison 3.
Autre nouveauté : la présence de nouveaux acteurs dans le casting, dont Justine Le Pottier (une des actrices principales de Le Visiteur du futur) et Manu Payet.
La saison 3 de Hero Corp atteint, le 28 octobre, plus de 421 000 téléspectateurs (1,5 % de parts de marché) avec l'épisode 6, inédit ; ces scores constituent un record pour la chaîne France 4 sur laquelle il est diffusé. La diffusion avait cependant été faite juste avant celle du blockbuster américain Thor.

### Quatrième saison (2014/2015)
1. H
2. Enfermés
3. Des Innocents
4. Échappées
5. De Bon Matin
6. Jusqu'en Enfer
7. Aie Confiance
8. En Avance
9. Trafics
10. Jour de Fête
11. Sa Place
12. Feu Aux Poudres
13. Neil
14. Tenèbres
15. La Clef
16. Le Plan
17. Le Reveil
18. La Fin - 1er Partie
19. La Fin - 2eme Partie

Le 22 avril 2014, Simon Astier annonce, via Twitter, que Hero Corp aura une saison 4 diffusée sur France 4 dans un format de 19 épisodes de 13 minutes. Le tournage de cette nouvelle saison débute en juin 2014 en Charente-Maritime et elle est diffusée à partir du 19 décembre 2014. Une web-série intitulée La voie de Klaus centrée sur le personnage éponyme est diffusée en parallèle sur le site de France 4.

### Cinquième saison (2017)
Simon Astier annonce qu'« après le final de la saison 4, il va en effet falloir amorcer le dernier virage vers la fin » sans donner de date. France 4 a annoncé au Festival International des Programmes Audiovisuels (FIPA) de Biarritz qu'une cinquième saison était en cours de développement.
France 4 annonce que la cinquième saison sera aussi la dernière et qu'elle sera composée de 7 épisodes de 26 minutes et d'un huitième de 50 minutes. La diffusion a débuté le 24 mai 2017 et s'est terminée le 7 juin 2017 sur France 4.
1. Épisode 1
2. Épisode 2
3. Épisode 3
4. Épisode 4
5. Épisode 5
6. Épisode 6
7. Épisode 7
8. Épisode 8

## Autour de la série

### Conception
La naissance d’Hero Corp remonte à 2002, quand Simon Astier et Alban Lenoir écrivent une comédie en treize sketchs, Entre Deux, qu’ils jouent trois ans plus tard dans plusieurs villes françaises. L’un des sketchs aborde le thème des super-héros, les deux comédiens interprétant deux Super-Héros aux pouvoirs peu convaincants. La société CALT se montre intéressée pour produire une série télévisée en format de 26 minutes.

### Tournage

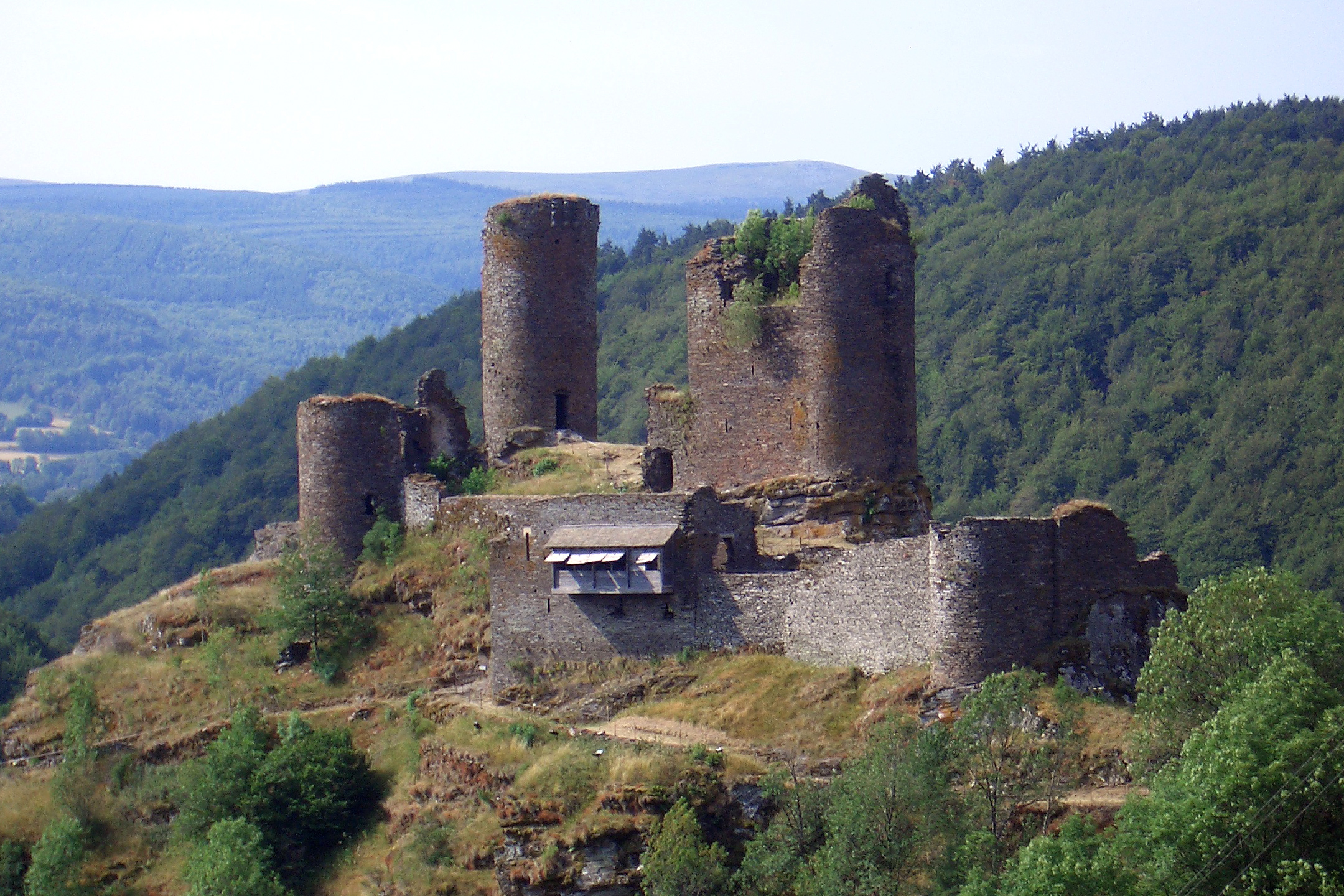
Le château du Tournel, refuge de « The Lord ».

Au même titre que l’action de la série, le tournage de la première saison s’effectue principalement en Lozère, durant l’été 2008. Quelques scènes sont tournées dans la ville de Mende, ou à proximité du château du Tournel, mais l’essentiel est tourné sur le causse de Sauveterre. Le village de Hero Corp, les Palhers de Bramonas, est d’ailleurs situé sur ce causse, sur la commune de Balsièges, à proximité de la ferme fortifiée du Choizal. Le choix de la Lozère n’est pas anodin, puisque Simon Astier est assez attaché à ces endroits où il est souvent venu. Les dernières scènes sont tournées à Montréal, fin août 2008. Les réunions secrètes sont tournées dans la cave-carrière souterraine Delacroix, située à Ivry sur seine.
La seconde saison est tournée à partir du 7 août 2009 ; le tournage s'est déroulé principalement dans les Alpes-Maritimes : au fort Suchet (dit « du Barbonnet »), aux lacs des Mesches et de la Minière (au-dessus de Saint-Dalmas-de-Tende (it)), à Menton et Monaco, puis dans le Var, à Toulon. Les dernières scènes sont tournées le 30 septembre en région parisienne.
La troisième saison est tournée du 13 janvier au 25 février 2013, principalement en Bourgogne, notamment à Chastellux-sur-Cure, Avallon (la boutique Jade, le 55 Grande rue, la place du Général-de-Gaulle, la rue Fontaine-Neuve ou encore la rue du Bel-Air), au Prieuré de Vausse (Châtel-Gérard) et à la Carrière d’Aubigny, à Taingy-la-Vallée.
La cinquième saison commence son tournage en octobre 2015 après une campagne record sur ulule, mais après une dizaine de jours de tournage elle a été reportée à la fin du printemps 2016. Le tournage a repris courant juin 2016.

### Générique
Les dessins du générique et des comics qui apparaissent dans les saisons 1, 2, 3, 4 et 5 sont réalisés par Olivier Peru.

### Bande dessinée
La première bande dessinée cartonnée de 96 pages, « Les Origines », sort le 23 janvier 2013 aux éditions Soleil, dans la collection Soleil US Comics, avec Simon Astier au scénario, Marco Failla au dessin, Olivier Héban aux couleurs et Olivier Peru pour la couverture.
Un second tome sort en novembre 2013, et présente quatre histoires, par quatre dessinateurs différents.
En juin 2017 sort un troisième tome, deuxième partie des Chroniques racontant le passé de trois personnages différents. La dessinatrice Francesca Follini signe ce volume, toujours écrit par Simon Astier.
- Tome 1 : Les Origines  (ISBN 978-2-302-02346-8)
- Tome 2 : Chroniques  (ISBN 978-2-302-03666-6)
- Tome 3 : Chroniques - Partie 2  (ISBN 978-2-302-03845-5)